# Geschichte Mecklenburgs

Siebenfeldriges mecklenburgisches Wappen. Jedes Feld symbolisiert einen der sieben Hauptherrschaftsteile des mecklenburgischen Staates: das Herzogtum Mecklenburg, die Fürstentümer (ehemaligen Bistümer) Schwerin und Ratzeburg, die Grafschaft Schwerin sowie die Herrschaften Rostock, Werle und Stargard.

Die Geschichte Mecklenburgs umfasst die Entwicklungen auf dem Gebiet der deutschen Region Mecklenburg von der Urgeschichte bis zur Gegenwart. Sie setzt mit der ersten nacheiszeitlichen Besiedlung ab etwa 10.000 v. Chr. ein. Auf diese Jäger, Fischer und Sammler folgten im 4. Jahrtausend bäuerliche Kulturen. Das Land Mecklenburg war bis 1918 ein Fürstentum und wurde mit nur zweijähriger Unterbrechung von seiner Eingliederung ins Heilige Römische Reich bis 1918 immer von demselben Herrschergeschlecht, den Obodriten, regiert. Heute bildet Mecklenburg die westlichen zwei Drittel des Landes Mecklenburg-Vorpommern.

## Herkunft des Namens

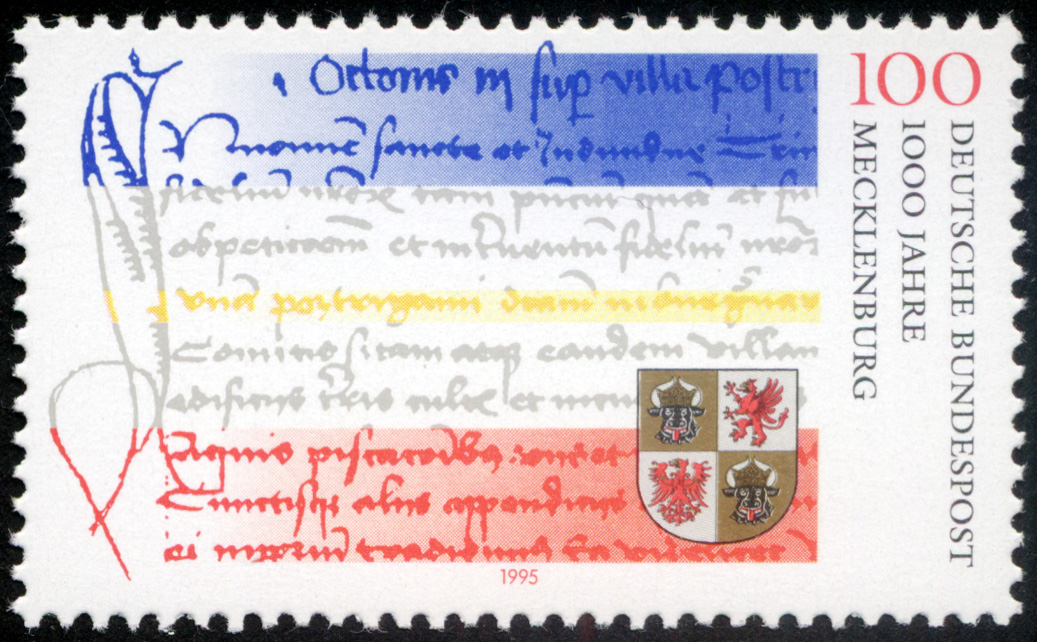
Deutsche Sonderbriefmarke 1995

Der Name Mecklenburg („Mikelenburg“) taucht erstmals in einer Urkunde des Jahres 995 auf. Er bezeichnete damals die slawische Burg Mecklenburg (Wiligrad) im heutigen Dorf Mecklenburg bei Wismar und bedeutet so viel wie Große Burg (mittelniederdeutsch „mikil“ oder „miekel“ = groß). Der Name übertrug sich in der Folgezeit auf die slawischen Abodritenfürsten, dann auf das von ihnen beherrschte Gebiet. Umgangssprachlich bezeichnete man mit Mecklenburg in der Neuzeit die Summe aller Teilherrschaften im Besitz der Dynastie.

## Ur- und Frühgeschichte

### Stein-, Bronze- und Eisenzeit
Die südwestliche Ostseeküste wurde erst nach Ende der letzten großen Kaltzeit und dem Zurückweichen der Eisgrenze zwischen dem 10. und dem 8. Jahrtausend v. Chr. durch arktische Jäger und Sammler der Mittelsteinzeit eher spärlich besiedelt. Einer der bedeutsamen Fundplätze des Spätpaläolithikums (10000 bis 8000 v. Chr.) dürfte auf dem Büdneracker von Siggelkow bei Parchim liegen. Im Mesolithikum (8000 bis 3000 v. Chr.) nimmt die Zahl der Fundorte von Steingeräten (Steinbeile, Pickel, Schaber, Flintabschläge) und Knochengeräten in Mecklenburg deutlich zu, u. v. a. in Hohen Viecheln, Tribsees, Plau, Neustadt-Glewe, Dobbertin. In dieser Zeit mussten die Menschen die küstennahen Gebiete verlassen, da mit dem Abschmelzen der Gletscher der Wasserspiegel der Ostsee stark anstieg.
Mit deutlicher Verzögerung gegenüber dem mitteldeutschen Raum begannen die Fischer, Wildbeuter und Sammler im späteren Mecklenburg um 3.000 v. Chr. ihre Lebensmittel zu produzieren und sesshaft zu werden. Steinwerkzeuge und Großsteingräber, sogenannte „Hünengräber“, der jungsteinzeitlichen Trichterbecherkultur sind in Mecklenburg in großer Zahl überliefert. Am Beginn des späten Neolithikums wurde die Trichterbecherkultur von der Einzelgrabkultur abgelöst, die zum Kulturkreis der Schnurkeramik gehörte.

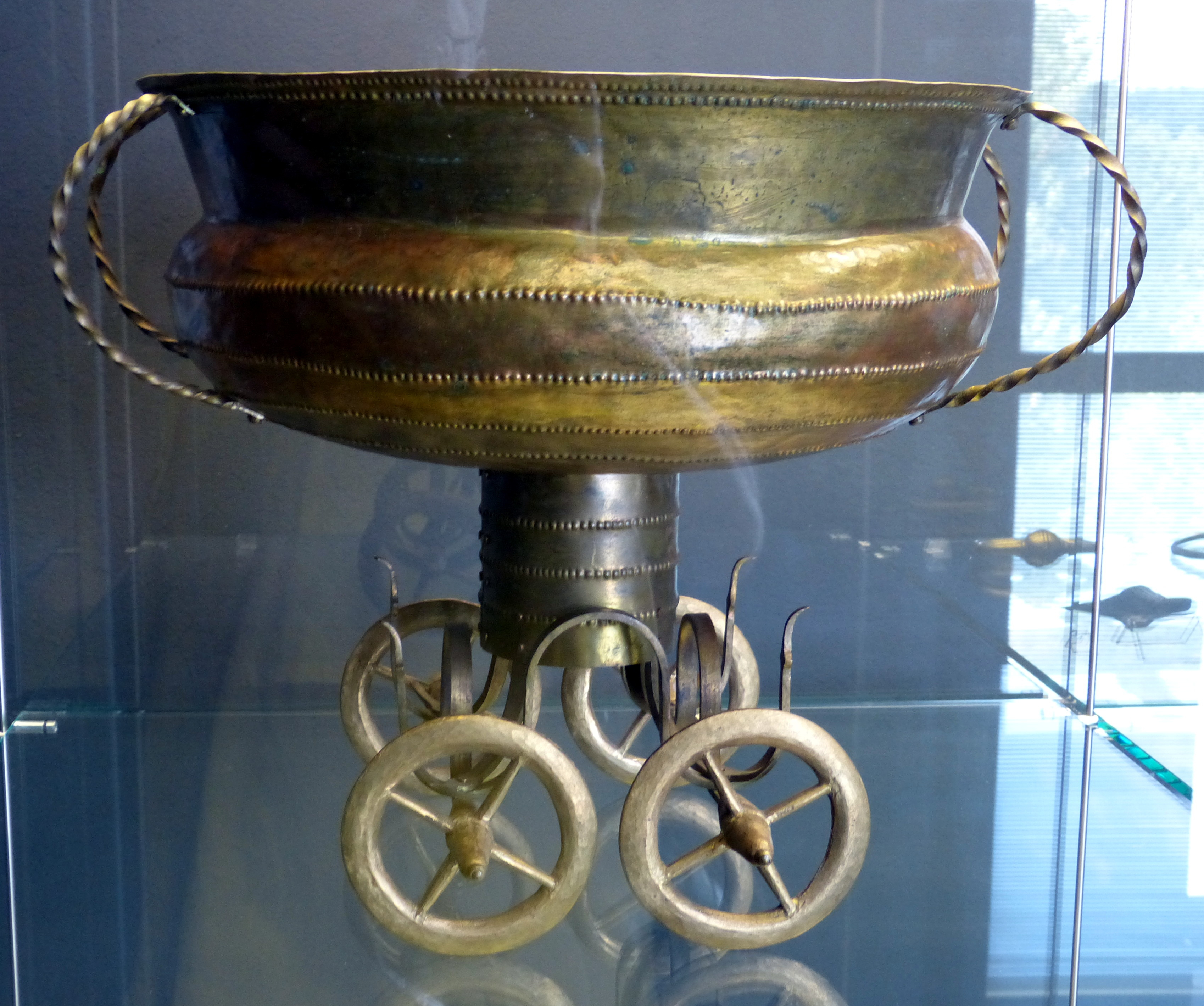
Kultwagen von Peckatel (Groß Raden), um 1300–1100 v. Chr., Leihgabe im Moesgaard Museum

Auch die Bronzezeit – in Mecklenburg etwa von 1800 bis 600 v. Chr. – begann in der Region nur zögernd. Der Tauschhandel muss eine immer größere Rolle gespielt haben, da die Ausgangsmetalle für die Herstellung von Werkzeugen und Waffen eingeführt werden mussten. Aus den südlichen Mittelgebirgen wurden die Metallgegenstände wie der Kultwagen von Peckatel fertig eingeführt, erst im Verlaufe der jüngeren Bronzezeit entwickelte sich ein eigenes Bronzegießerhandwerk. Innerhalb der Gesellschaften differenzierten sich soziale Schichten heraus, die sich etwa im Königsgrab von Seddin oder in der Anlage von Burgen manifestieren.
Mit Beginn der Eisenzeit ging die Trichterbecherkultur in die Jastorfkultur über. Zunächst wurde das Eisen eingeführt, bis man lernte, das einheimische Raseneisenerz zu verhütten. Ein bedeutendes Gräberfeld der Jastorfkultur ist das Brandgräberfeld von Mühlen Eichsen nordwestlich von Schwerin. Hier wurden vom sechsten vorchristlichen bis in das erste Jahrhundert nach Christus etwa 5000 Tote bestattet.

### Germanische Stämme

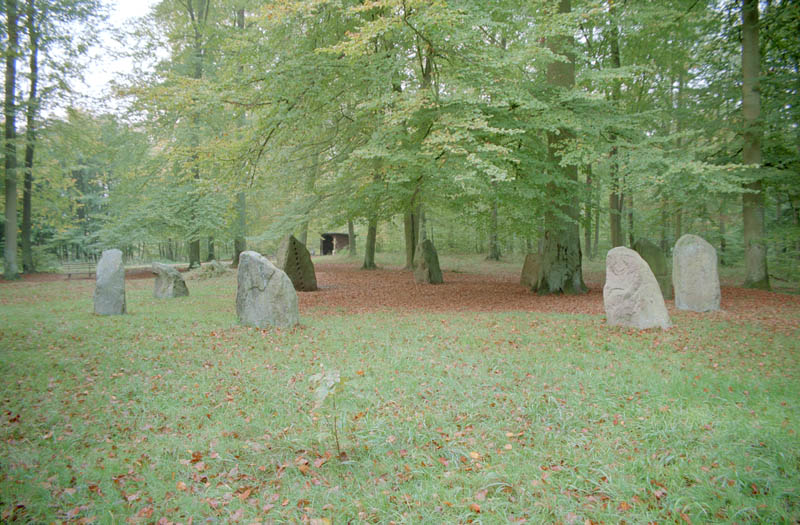
Einer von drei Steinkreisen, der sogenannte Boitiner Steintanz, aus germanischer Zeit in Tarnow

Bis in das letzte Jahrhundert vor unserer Zeitrechnung hatten sich aus der Jastorfkultur germanische Stämme herausgebildet: Langobarden, Warnen, Semnonen und eventuell auch die Sachsen. Im Westen gehörten sie der Gruppe der Elbgermanen an, östlich der Warnow den Odermündungsgermanen. Römische Importe sind aus dieser Zeit archäologisch gut belegt.
Claudius Ptolemäus nennt östlich der Stelle, wo „die Küste einen Bogen nach Osten macht“ (innere Lübecker Bucht) die Flüsse Chalusus, Suevus und Viadua – danach folgt die Vistula (Weichsel). Östlich der Saxones, die „am Nacken der Kimbrischen Halbinsel“ wohnten, saßen am Meer vom Chalusus bis zum Suevus die Farodini, dann bis an die Viadua die Sidiner. Weiter im Binnenland wohnten von der Elbe bis zum Suevus die Semnonen, als Unterstamm der Sueben, von dort bis an die Weichsel die Burguntae (Burgunder). Die Viruni (Warnen ?) werden als kleines Volk zwischen Saxones und Semnonen erwähnt.
Ab dem 4. Jahrhundert n. Chr. beteiligten sich diese Stammesverbände wahrscheinlich aufgrund von Klimaverschlechterungen an der Völkerwanderung und verließen die Ostseeküste in Richtung Süden. Der anscheinend kaum noch bevölkerte Raum wurde etwa ab dem 7. Jahrhundert von einwandernden Slawen besiedelt.

## Mittelalter

### Slawische Zeit

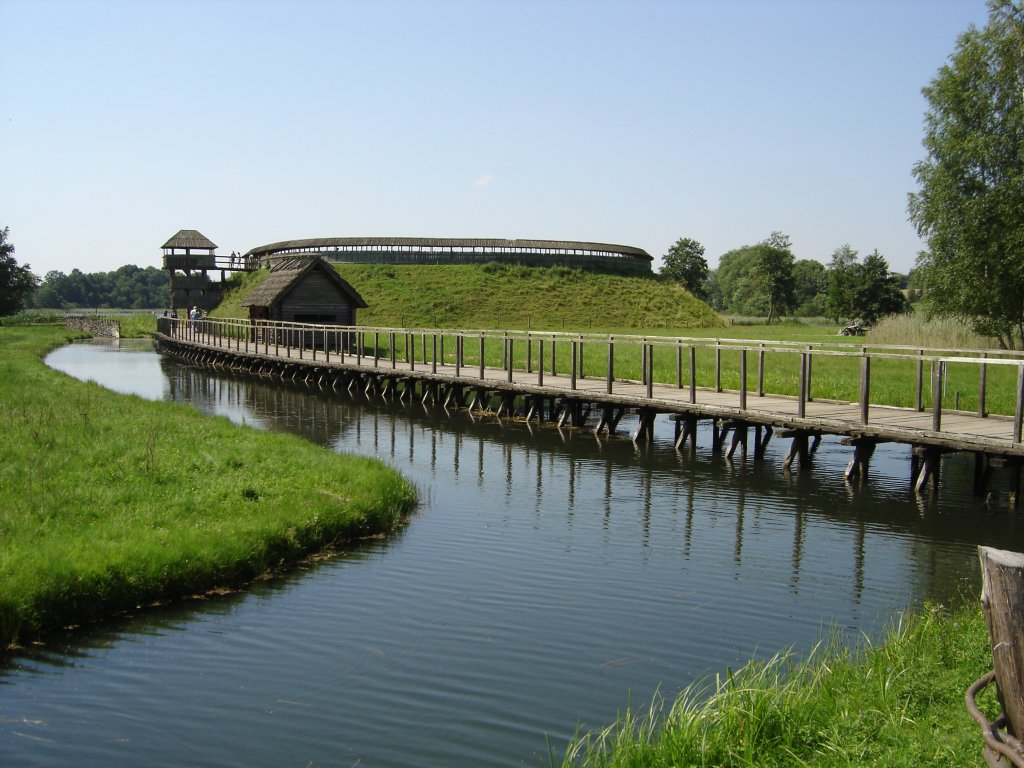
Rekonstruktion einer Slawischen Niederungsburg in Groß Raden

Über die einwandernden Slawen geben zunächst nur archäologische Funde und zum Ende des 8. Jahrhunderts schriftliche Quellen der Nachbarkulturen Auskunft. Wohl seit Mitte des 7. Jahrhunderts waren demnach Slawen in Mecklenburg ansässig, aus denen sich die Stammesverbände der Abodriten im westlichen Mecklenburg und Ostholstein sowie der Wilzen im östlichen Mecklenburg und Vorpommern bildeten. Auf dem Gebiet der Wilzen formierte sich im 10. Jahrhundert der Stammesbund der Lutizen.
Die Abodriten setzten sich zunächst aus einer Vielzahl von Kleinstämmen zusammen, deren Anführer sich Ende des 8. Jahrhunderts mit Karl dem Großen gegen die Sachsen verbündeten, aber auch Kontakte in den skandinavischen Raum unterhielten. Ab dem 10. Jahrhundert werden mit den Wagriern in Ostholstein, den Abodriten im engeren Sinn zwischen Wismar und Schwerin sowie den Kessinern zwischen Rostock und Güstrow größere Teilstämme namentlich greifbar. Während die angrenzenden slawischen Stämme von den ostfränkisch-sächsischen Kaisern unterworfen wurden, behaupteten die Abodriten ihre ethnische Identität und politische Selbständigkeit. Sie stellten mit den christlichen Nakoniden eines der mächtigsten slawischen Fürstenhäuser dieser Zeit. Die Nakoniden residierten auf der namensgebenden Mecklenburg im heutigen Dorf Mecklenburg, die erstmals in einer Urkunde Ottos III. aus dem Jahr 995 genannt wird. Von der zwischen 780 und 840 angelegten Burg zeugt heute noch ein beeindruckender Erdwall. Der Nakonide Gottschalk errichtete im 11. Jahrhundert einen „modernen“ Territorialstaat nach skandinavisch-polnischem Vorbild, fand aber 1066 in einem Aufstand des heidnischen Adels den Tod. Nachdem sein Sohn Heinrich das abodritische Herrschaftsgebiet Anfang des 12. Jahrhunderts bis an Oder und Spree ausweiten konnte, zerfiel das Abodritenreich mit der Ermordung seines Nachfolgers Knud Lavard in zwei Teile.
Im westlichen Teil mit Wagrien und Polabien löste sich die slawische Herrschaft Pribislaws nach dem Winterfeldzug des sächsischen Grafen Heinrich von Badewide 1138/1139 auf. Im Osten erkannte Niklot die Oberhoheit Lothars von Supplinburg an. Nach dessen Tod 1137 regierte er im Abodritenland zunächst wie ein König, wurde aber im Zuge des Slawenkreuzzuges 1147 zu einem Vasallen des sächsischen Herzogs Heinrich der Löwe. Mit der Einhaltung seiner Vasallenpflichten bewahrte Niklot die politische Eigenständigkeit des Abodritenlandes. Erst Niklots offene Auflehnung gegen das Verbot zur Fortsetzung des Seekrieges gegen die Dänen führte 1160 zu einer Strafexpedition Heinrichs des Löwen und zu Niklots Tod. Zur Sicherung seiner Herrschaft im Abodritenland richtete Heinrich in Mecklenburg, Ilow, Schwerin, Quetzin und Malchow sächsische Stützpunkte ein und befahl den Wiederaufbau der slawischen Burg Schwerin. Der Versuch einer Ansiedlung flämischer Kolonisten um Mecklenburg endete 1164 mit dem Tod der Siedler und dem Verlust der Burg an Niklots Sohn Pribislaw. Im Jahr 1167 kam es nach weiteren schweren Kämpfen zum Ausgleich zwischen Heinrich dem Löwen und Pribislaw. Der Abodritenfürst erkannte die Oberhoheit des Sachsenherzogs an und erhielt im Gegenzug die Terra Obodritorum zu Lehen. Lediglich die im äußersten Südwesten neu eingerichtete Grafschaft Schwerin blieb in sächsischer Hand.

### Mittelalterlicher Landesausbau

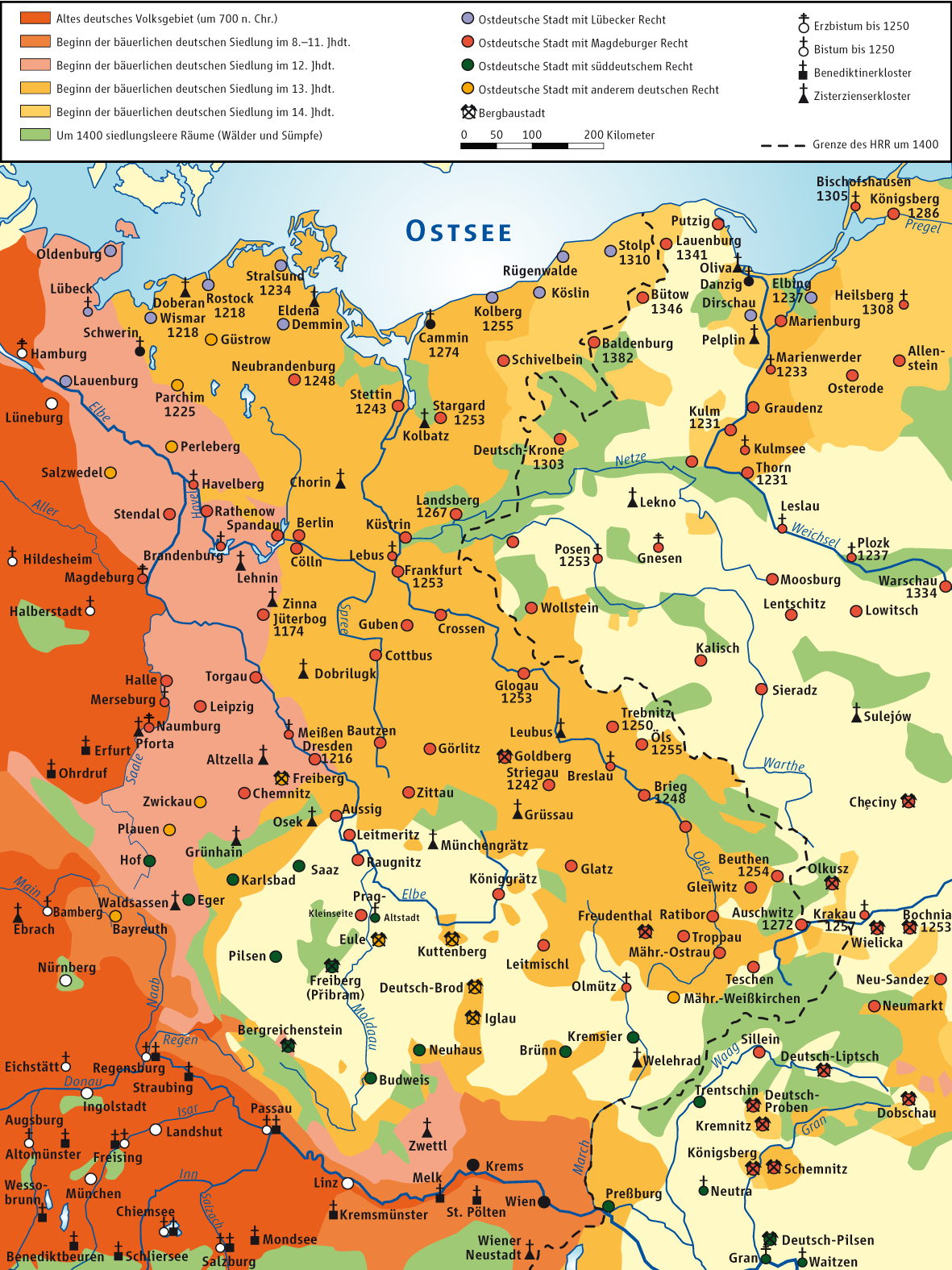
Phasen der deutschen Ostsiedlung nach Walter Kuhn

Ab 1200 holten die slawischen Fürsten einige tausend deutsche Siedler aus Westfalen, Niedersachsen, Friesland und Holstein ins Land. Deutsche Ministeriale, Dienstleute im Hof- und Verwaltungsdienst, erhielten seit der zweiten Hälfte des 12. Jahrhunderts Landgüter zum Lehen mit dem Auftrag, Mecklenburg zu kolonisieren und nach ihren Erfahrungen umzugestalten. Die Bauern erhielten steuerfreie Hufen als Lehnsgut und siedelten von West nach Ost vor allem im Bereich der schweren Böden nördlich des Nordbrandenburgischen Landrückens in Gegenden, die bisher außer inselartigen Wendensiedlungen kaum oder gänzlich unbesiedelt waren an. Die Siedler vermaßen das Ackerland, legten es in Hufen und rodeten die dichten Buchenwälder der schweren Endmoränenböden. Auf diese Siedlungen deuten heute noch Ortsnamen mit der Endung „-hagen“ hin, da die Rodungen Hagen genannt wurden und häufig den Namen einer dominanten Person der Rodungsgemeinschaft trugen. Derartige Namensgebungen finden sich insbesondere in der weiteren Umgebung Rostocks, wie beispielsweise bei den Orten Diedrichshagen oder Lambrechtshagen.
Der Ackerbau bei den slawischen Stämmen war weniger weit entwickelt, wurde jahrhundertelang nur mit hölzernem Pflug betrieben und wies geringe Erträge auf, was nicht zu Wohlstand und Steuer- oder Tributpotential für eventuelle Lehnsherren führte. Zum wichtigsten Arbeitsgerät der neuen Siedler wurde der eiserne Pflug. Mit den deutschen Siedlern wurde auch die Dreifelderwirtschaft mit fortentwickelter landwirtschaftlicher Technik eingeführt. Die Dörfer wurden großflächig und planmäßig angelegt. Die slawischen Bevölkerungsteile wurden dabei in die Besiedlung mit einbezogen. Im Südwesten Mecklenburgs und auf Rügen blieben noch geraume Zeit größere geschlossene slawische Siedlungsräume erhalten. Mit den Bauern strömten auch Kaufleute und Handwerker ins Land. Häufig lagen die neuen Siedlungen auch neben den alten slawischen Siedlungen. Hierauf deuten noch heute Namen wie Groß- und Klein-, Deutsch- und Wendisch- oder Alt- und Neu- hin.
Nach 1200 erfolgte die Besiedlung auch in den Feuchtgebieten, vor allem in der mecklenburgischen Seenplatte, und im Rückland. Die Dörfer wurden großflächig und planmäßig angelegt: Angerdörfer mit einem breiten Raum zwischen Häuserzeilen, meistens länglichem oder rechteckigem Anger und Gewannfluren. Auf diese Siedlungen weisen heute Ortsnamenendungen auf -dorf, -feld, -heide, -hof, -krug, -wald(e), -mühlen, -berg, -burg, -kirchen, -ade bzw. -rode hin.
Ein wichtiges bis heute bestehendes Kulturgut war die Niederdeutsche Sprache, die sich mit den Siedlern sowohl in ihrer westfälischen, als auch ihrer nordniedersächsischen Ausprägung in Mecklenburg ausbreitete. In dieser Zeit (um 1219) tritt auch erstmals der Stierkopf als mecklenburgisches Wappentier auf. Von den 56 in Mecklenburg existierenden Städten wurden 45 in der Zeit der Kolonisation gegründet.

### Erste Mecklenburgische Hauptlandesteilung (1234)

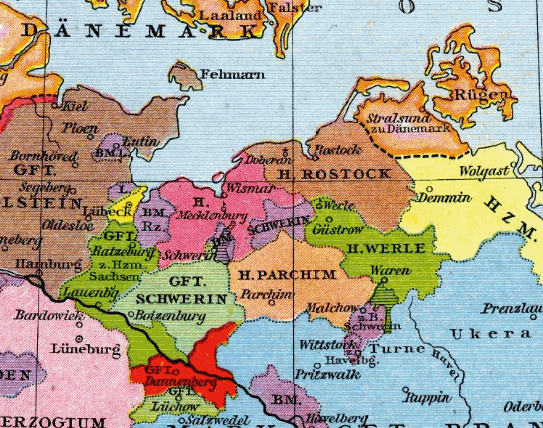
Auswirkungen der ersten mecklenburgischen Hauptlandesteilung

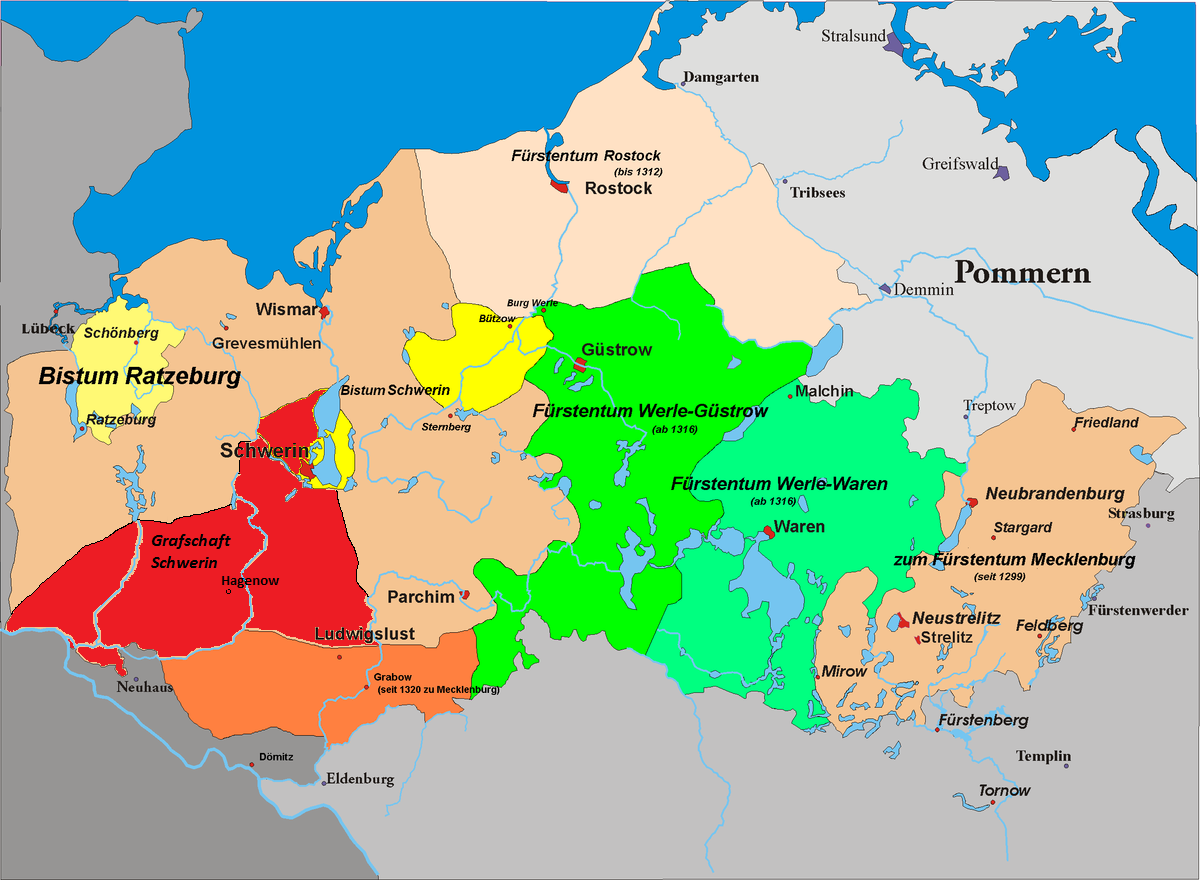
Die Landesgrenzen von Mecklenburg um 1300 (Grün-Töne: Fürstentum Werle von 1314 bis 1316)

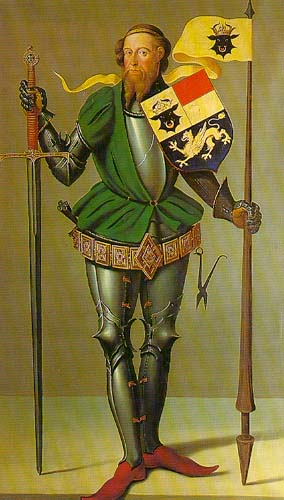
Albrecht II., Herzog zu Mecklenburg

Die Phase der Herausbildung und Entwicklung Mecklenburgs zu einem deutschen Territorialstaat nahm etwa zweieinhalb Jahrhunderte in Anspruch zwischen der Ersten mecklenburgischen Hauptlandesteilung und der Zeit von Herzog Heinrich IV. (dem Dicken).
Nachdem es Pribislaw gelungen war, bis auf die Grafschaft Schwerin alle mecklenburgischen Lande unter sich zu vereinen, kam es nach dem Tod Heinrich Borwins II. († 1226) im Jahre 1234 zur Ersten mecklenburgischen Hauptlandesteilung. Es entstanden die Herrschaften (Fürstentümer) Mecklenburg, Werle, Parchim-Richenberg und Rostock. Die Herrschaft Parchim-Richenberg hatte dabei nur bis 1256 Bestand. Pribislaw I. von Parchim-Richenberg geriet in Widerspruch zum Schweriner Bischof Rudolf I. Dieser ließ Pribislaw in Reichsacht legen und erwirkte einen päpstlichen Bann. Pribislaw wurde entmachtet und das Land unter seinen Brüdern und seinem Schwager, dem Grafen von Schwerin, aufgeteilt. Die Herrschaft Rostock konnte dem mecklenburgischen Machtstreben mit dänischer Hilfe bis 1312 widerstehen. Heinrich II., genannt der Löwe, gelang es nach einem erfolglosen Versuch 1299 das Land im Jahre 1312 einzunehmen. Nach dem Friedensschluss 1323 mit dem dänischen König empfing er von diesem die Herrschaft Rostock endgültig als Lehen.
Am 12. August 1292 heiratete Heinrich II. Beatrix, die Tochter des brandenburgischen Markgrafen Albrecht III., dem die Herrschaft Stargard gehörte. Nach dessen Tod kam es zu Erbschaftsstreitigkeiten zwischen Heinrich II. und den Markgrafen von Brandenburg. Im Ergebnis überließen diese ihm – mit dem Wittmannsdorfer Vertrag vom 15. Januar 1304 – das Land als Lehen. Nach dem Tod von Beatrix 1314 in Wismar, betrachtete der regierende brandenburgische Markgraf Waldemar das Land Stargard als erledigtes Lehen und wollte es zurückhaben. Im Jahr 1315 während des Norddeutschen Markgrafenkrieges (1308–1317) überfiel er Mecklenburg. Waldemar und seine Verbündeten konnten jedoch in der Schlacht bei Gransee im August 1316 besiegt und aus dem Land vertrieben werden. Heinrich II. wurde mit dem Templiner Frieden vom 25. November 1317 die Herrschaft Stargard endgültig als brandenburgisches Lehen zugesprochen.
Während des Brandenburgischen Interregnums (1319–1323) eroberte Heinrich II. von der Mark Brandenburg die Prignitz sowie zeitweilig und teilweise die Uckermark. Diese Gebiete musste er 1325 wieder aufgeben. Der Rügische Erbfolgekrieg nach dem Tod des letzten Rüganer Fürsten Wizlaw endete ohne Gebietsgewinne. Nach Heinrichs Tod 1329 und mehreren Jahren der Vormundschaft und gemeinsamen Regierung (seit 1336) teilten seine Söhne Albrecht II. und Johann I. 1352 ihr Herrschaftsgebiet in die (Teil-)Herzogtümer Stargard und Schwerin.
Die Wirren nach dem Aussterben der brandenburgischen Askanier konnte das Haus Mecklenburg zur Festigung seiner Position und zur Erlangung der Reichsunmittelbarkeit nutzen. Im Jahre 1347 empfingen Albrecht und Johann die Herrschaft Stargard und 1348 auch die Herrschaft Mecklenburg von König Karl IV. (dem späteren Kaiser) als Reichslehen und waren unter gleichzeitiger Rangerhöhung zu Herzögen nunmehr Reichsfürsten.
Im Jahre 1358 erwarb Albrecht II. die Grafschaft Schwerin und die Herzöge von Mecklenburg verlagerten ihre Residenz von der Mecklenburg bei Wismar auf die im Landesinneren liegende Schweriner Burginsel, auf der später durch Umbauten das Schweriner Schloss entstand.
Die Herrschaft Werle verlor nach mehreren Teilungen immer mehr an Bedeutung. Erst im Jahr 1425 wurde die Herrschaft wieder unter einem Regenten (Wilhelm von Werle) vereint. Als dieser 1436 ohne männlichen Erben starb, fiel Werle an das Herzogtum Mecklenburg. Nachdem 1471 auch der letzte Regent des Teilherzogtum Mecklenburg-Stargard Ulrich II. ohne männlichen Erben gestorben war, befanden sich alle Territorien unter Heinrich dem Dicken in der Hand eines einzigen Regenten und alle Mecklenburgischen Herrschaftsteile, die jedoch weiterhin bis weit in die Neuzeit hinein als Verwaltungsstrukturen im Inneren fortlebten, waren zusammengeschlossen. Die bis dahin getrennten Landstände wurden danach zu gemeinsamen Landtagen berufen. Dies wurde auch nach den späteren Landesteilungen beibehalten.
Nach außen gab es zwischen 1276 und 1375 Änderungen der Landesgrenzen. 1276 kam Wesenberg an die Mark Brandenburg, dafür gelangte um 1300 die Herrschaft Stargard in die Hand der Mecklenburger. Stadt und Land Grabow fielen 1320 an Mecklenburg und 1375 kam Dömitz zu Mecklenburg.
Die Landstände in Mecklenburg bildeten sich seit dem 13. Jahrhundert, als zunächst die Ritterschaft, die Gesamtheit der Vasallen in Mecklenburg, in bestimmten Angelegenheiten zusammengerufen wurden (z. B. Vormundschaft für minorenne Monarchen). Die Landschaft, die Vertretung der landständigen Städte (Vgl. Landstadt in Mecklenburg), geht auf den Beginn des 14. Jahrhunderts zurück, als die Ritterschaft zu ihren Versammlungen Vertreter der Städte hinzuzog. Da die effektive Erhebung von Steuern für Landeszwecke, deren Aufkommen vor allem von Handelsumsätzen städtischer Kaufleute und von Löhnen freier Städter herrührte, der Kooperation der städtischen Finanzbehörden bedurfte, stand die Einführung oder Veränderung jeder einzelnen Steuer unter dem Vorbehalt der Zustimmung durch die mecklenburgischen Landtage. Die dorthin entsandten Vertreter repräsentierten Landschaft, Ritterschaft und seit Beginn des 15. Jahrhunderts auch Prälaten, die alle drei zusammen die Landstände bildeten. „Ihre weitere Formierung erfolgte im ständigen Machtkampf mit der Landesherrschaft.“ Seit der Einigung Mecklenburgs unter Heinrich IV. dem Dicken 1471 versammelten sich die jeweiligen Stände der drei Teilherrschaften Mecklenburg (Mecklenburgischer Kreis), Wenden (Wendischer Kreis) und Stargard (Stargardischer Kreis) zunehmend zu gemeinsamen Landtagen, bevor sie 1523 eine Union bildeten, um der unmittelbar bevorstehenden erneuten dynastischen Zergliederung des Landes durch Albrecht VII. entgegenzuwirken. Fortan waren die vereinten Landstände, auch Landesunion genannt, das Band, das die mecklenburgischen Teilherrschaften zusammenhielt.
Die Prälaten waren Vertreter der Klöster und Kollegiatstifte im Lande, die im Zuge der Reformation ihre Bedeutung einbüßten. 1549 zuletzt zu einem Landtag hinzugezogen wurden Prälaten 1552 nicht mehr als landtagsfähig anerkannt. Drei Klöster (die fortan so genannten Landesklöster Dobbertin, Machow und Ribnitz) gingen 1572 als lutherische Fräuleinstifte in die Regie der Ritter- und Landschaft über. Seit Ausscheiden der Prälaten bildete die Ritter- und Landschaft die Landstände Mecklenburgs. Die Herzöge in Schwerin erkannten ab 1763 die Landjudenschaft Mecklenburg-Schwerins als Standesvertretung ohne legislative Befugnisse aber mit Binnenautonomie an, während die Ritter- und Landschaft schon ihre Existenz ablehnte.
Im hohen Mittelalter lag Mecklenburg im Einflussbereich der Hanse. Die mecklenburgischen Städte Rostock und Wismar schlossen sich dem mächtigen Handelsbündnis an. Hinzu kam die Verwicklung in die skandinavische Politik besonders unter Herzog Albrecht II. Dessen Sohn, Albrecht III., hatte zeitweilig den schwedischen Thron inne. 1370 gewann die Hanse nach dem Zweiten Waldemarkrieg die Oberhand und beendete im Frieden von Stralsund die dänische Vorherrschaft im Ostseeraum. 1419 gründen die Herzöge Johann IV. und Albrecht V. von Mecklenburg und der Rat der Hansestadt Rostock die Universität Rostock als erste Universität in Norddeutschland und des gesamten Ostseeraums.
Nach dem Frieden zu Wittstock vom 12. April 1442 verlor Mecklenburg endgültig die Herrschaft über die Uckermark an die Mark Brandenburg. Außerdem begründete der Frieden das Recht der Brandenburger auf Eventualsukzession in Mecklenburg für den Fall des Aussterbens des mecklenburgischen Fürstenhauses im thronfolgefähigen Mannesstamm.

## Frühe Neuzeit
Am Ende des 15. Jahrhunderts standen die äußeren Grenzen Mecklenburgs weitgehend fest, jedoch gelangen den mecklenburgischen Landesherren bis zur Mitte des 17. Jahrhunderts weitere Gebietsgewinne. Neue Landesteilungen im Jahr 1520 (Neubrandenburger Hausvertrag), 1555 (Gemeinschaftsvertrag von Wismar) und seit 1621 (Güstrower Reversalen und Erbvertrag) brachte wiederum zwei (Teil-)Herzogtümer hervor: Mecklenburg-Schwerin und Mecklenburg-Güstrow.
1523 vereinigten sich die mecklenburgischen Landstände (Prälaten, Ritter, Städte) zu einer einheitlichen Körperschaft, die bis zum Ende der Monarchie bestand. Die Stände ließen sich 1572 in den Sternberger Reversalen im Gegenzug für die Übernahme herzoglicher Schulden weitreichende Privilegien, wie das absolute Steuerbewilligungsrecht, bestätigen. In den folgenden Jahrzehnten konnten die Stände sich immer mehr herzogliche Zusicherungen festschreiben lassen und so ihre Macht zu Lasten der herzoglichen Zentralgewalt ausbauen. Die Stände verhinderten zwar eine Zersplitterung Mecklenburgs, sind aber auch einer der Gründe für die relative Rückständigkeit des Landes in den folgenden Jahrhunderten.
Im Sternberger Hostienschänderprozess im Jahre 1492 wurden 27 Juden auf dem Scheiterhaufen hingerichtet, anschließend wurden die Juden in ganz Mecklenburg nach und nach vertrieben.

### Reformation

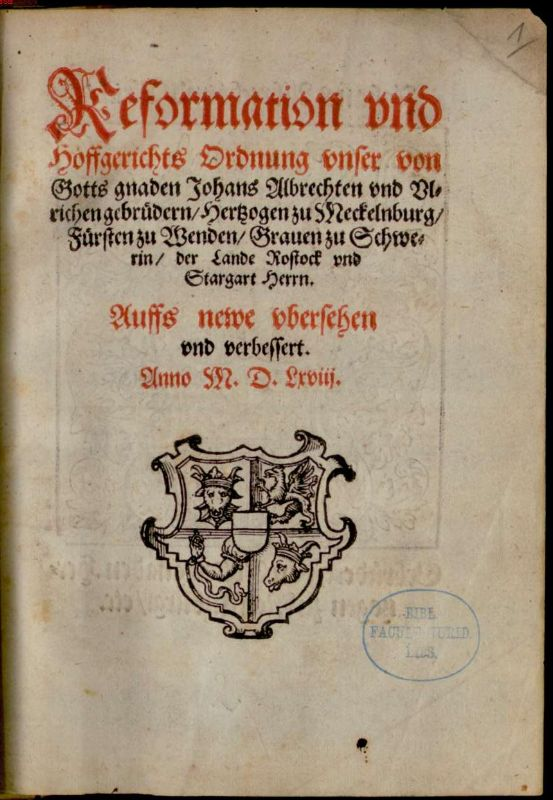
Deckblatt der Reformation und Hoffgerichts Ordnung Johann Albrechts I. von 1568

Ab 1523 hielt die Reformation, welche vornehmlich durch die Reformatoren Joachim Slüter (Rostock) und Heinrich Never (Wismar) vorangetrieben wurde, in Mecklenburg Einzug. Hierbei war die lutherische Prägung vorherrschend. Bereits 1531 wurde Rostock offiziell evangelisch. Als überzeugter Anhänger des Protestantismus setzte sich Johann Albrecht I. im Gegensatz zu seinem Vater Albrecht VII. entschieden für die Einführung der Reformation in seinen Landen ein. Er umgab sich mit Männern protestantischer Gesinnung und berief Gerd Omeken zum lutherischen Hofprediger. Er zog den Landrat Dietrich v. Maltzan, welcher sich innerhalb des mecklenburgischen Adels schon früh zum lutherischen Glauben bekannt hatte, an seinen Hof und veranlasste auch seinen Onkel, Heinrich V., sich für den neuen Glauben einzusetzen. Im Juni 1549 setzte Johann Albrecht I. auf dem Sternberger Landtag die lutherische Lehre für alle Landstände durch. Sie wurde damit von allen Ständen als Landesreligion anerkannt. Dieser Akt kann als die landesgesetzliche Einführung der Reformation in Mecklenburg gesehen werden.
Allerdings konnte sich Johann Albrecht I. nicht allein gegen den Kaiser Karl V. wenden, der die reichsrechtliche Anerkennung des Protestantismus verhindern und die Macht der Reichsstände im Heiligen Römischen Reich einschränken wollte und zu diesem Zeitpunkt auf dem Gipfel seiner Macht stand. Daher strebte Johann Albrecht I. zunächst ein Bündnis mit den anderen Fürsten Norddeutschlands an. Bereits im Februar 1550 gewann er den Markgrafen Johann von Brandenburg-Küstrin für den Abschluss eines Defensivbündnisses mit dem Herzog Albrecht von Preußen, mit dessen Tochter Anna Sophie er sich verlobt hatte und die er später heiratete.
Am 22. Mai 1551 schloss er sich mit den anderen protestantischen Fürsten Norddeutschlands insgeheim im Vertrag von Torgau zu einem Bündnis zusammen. Der Vertrag von Torgau bildete den rechtlichen Rahmen des Fürstenaufstandes gegen Kaiser Karl V., an dem sich auch Johann Albrecht I. beteiligte. Der Augsburger Religionsfriede von 1555 sicherte den Protestanten die angestrebte Religionsfreiheit und die Unabhängigkeit der deutschen Reichsfürsten. Nach seiner Rückkehr aus dem Feldzug betrachtete Johann Albrecht I. die vollständige Durchführung der Reformation als seine Hauptaufgabe. 1552 löste er fast sämtliche mecklenburgischen Klöster auf und verleibte sie den herzoglichen Domänen ein. Die Kirche verlor daraufhin ihren Einfluss. Zudem führte er Kirchenvisitationen durch, errichtete evangelische Gelehrten- und Volksschulen und berief protestantische Theologen an die Universität Rostock.

### Zweite Mecklenburgische Hauptlandesteilung (1621)
Nachdem seit 1471 alle Teile von Mecklenburg wieder vereint gewesen waren, wurde das Land 1621 neuerlich geteilt. Im Zuge der Zweiten Mecklenburgischen Hauptlandesteilung entstanden nach dem Fahrenholzer Teilungsvertrag die (Teil-)Herzogtümer Mecklenburg-Schwerin und Mecklenburg-Güstrow. Diese Unterteilung existierte zwar bereits mit einigen Unterbrechungen nach dem Tod Heinrich des Dicken 1477 und nochmals ab dem Jahr 1520 (nach dem Neubrandenburger Hausvertrag), jedoch nur in Form einer Zuweisung von Ämtern zur alleinigen Nutznießung, während die gesamtstaatlichen Angelegenheiten gemeinsam blieben.

### Dreißigjähriger Krieg

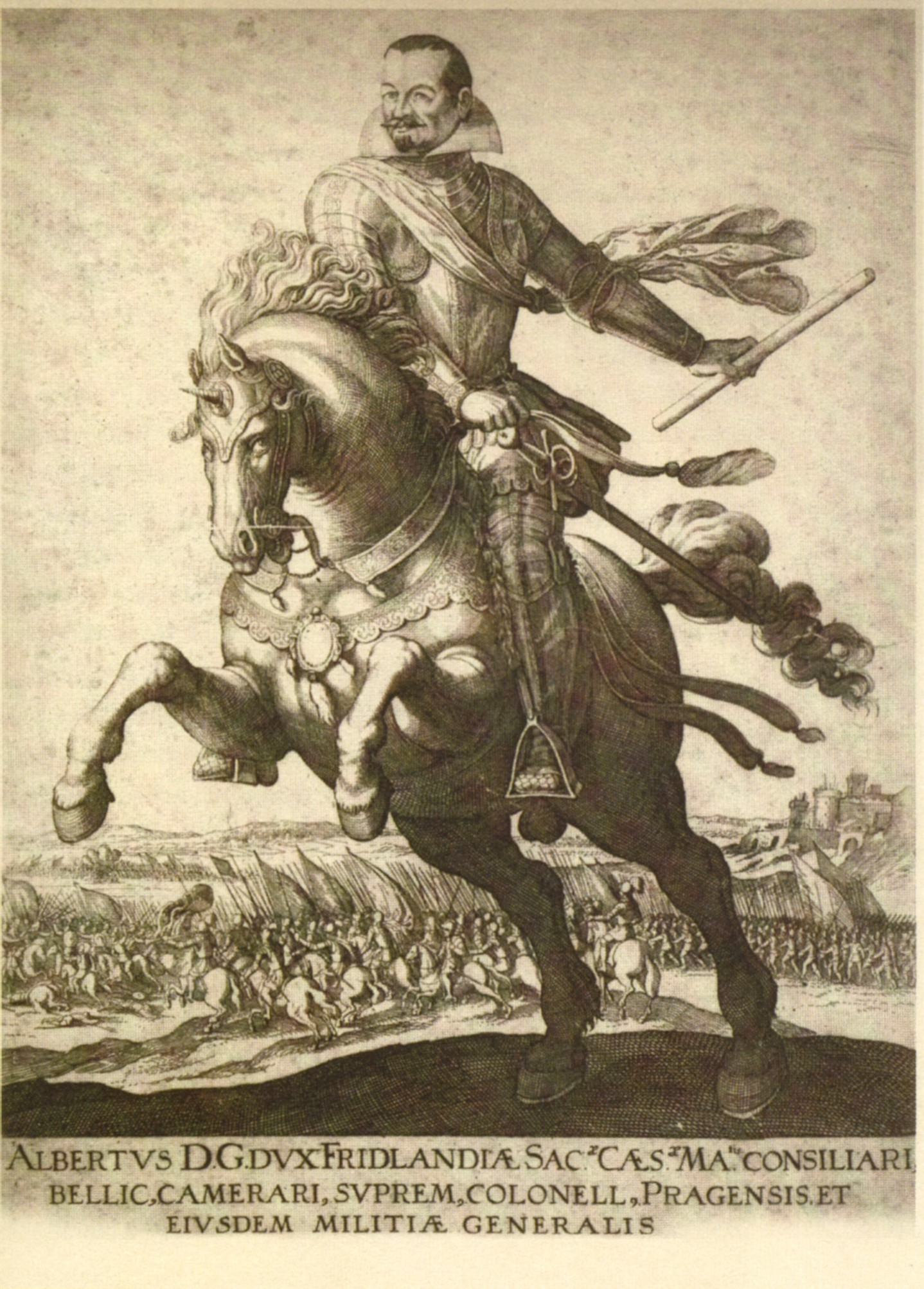
Wallenstein, von 1628 bis 1630 Herzog Mecklenburgs

#### Gründe für die Verwicklung Mecklenburgs
Die mecklenburgischen Herzöge versuchten zunächst, sich aus dem beginnenden Dreißigjährigen Krieg herauszuhalten und durch strenge Neutralität den Frieden in Mecklenburg zu wahren. Als die kaiserlichen Heere näher rückten und die Wiederherstellung des Katholizismus und des kaiserlichen Absolutismus drohte, schlossen sich die beiden Herzöge Adolf Friedrich von Schwerin und Johann Albrecht von Güstrow 1625 trotz kaiserlicher Abmahnungen mit Braunschweig, Pommern, Brandenburg, den freien Städten und Holstein unter Führung des Königs Christian von Dänemark zu einem Defensivbündnis zusammen. Allerdings erstrebte der König von Dänemark gleichzeitig Bündnisse mit Frankreich, England und Holland gegen den deutschen Kaiser Ferdinand II. und gab dem Bündnis daher ein für den Kaiser feindliches Gepräge. Obwohl beide Herzöge sich unmittelbar nach der Schlacht bei Lutter 1626 vom Dänenkönig losgesagt hatten, wurden sie zwischen 1628 und 1630 durch Kaiser Ferdinand II. geächtet und abgesetzt und durch dessen Feldherrn Wallenstein als Herzog ersetzt. Die sich beschwerenden Herzöge verwies der Kaiser auf den Rechtsweg.

#### Mecklenburg unter der Herrschaft Wallensteins
Wallenstein wählte das Schloss Güstrow als Residenz. Von dort aus reformierte er in seiner kurzen Amtszeit (1628 bis 1630) das Staatssystem des Landes. Zwar ließ er die alte landständische Verfassung und deren Vertretung bestehen, formte das übrige Staatssystem aber weitreichend um. Zum ersten Mal in der Geschichte Mecklenburgs trennte er Justiz und Verwaltung (sog. „Kammer“) voneinander. Er errichtete eine „Kabinetts-Regierung“, an deren Spitze er selbst stand. Diese bestand aus jeweils einem Kabinett für Kriegs-, Reichs- und Haus-Angelegenheiten und einer Regierungs-Kanzlei für die Oberleitung der Regierung. Er erließ eine Armenversorgungs-Ordnung und führte gleiche Maße und Gewichte ein.

#### Rückeroberung mit Hilfe Schwedens

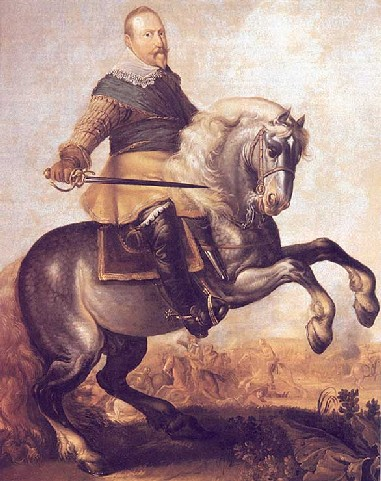
König Gustav II. Adolf von Schweden

Aus dem Exil bemühten sich die mecklenburgischen Herzöge währenddessen um den Wiedergewinn ihrer Länder und setzten sich mit ihrem Vetter, dem schwedischen König Gustav Adolf, in Verbindung. Dieser erklärte 1629 dem deutschen Kaiser den Krieg und kam mit seinem kriegserprobten Heer im September 1630 über Pommern nach Mecklenburg, wo er die von kaiserlichen Truppen besetzten Städte Marlow und Ribnitz eroberte. Die im Februar 1631 eingenommene Stadt Neubrandenburg ließ er mit 2000 Mann besetzen und stark befestigen. Doch nur einen Monat später belagerte und erstürmte der kaiserliche Feldherr Tilly die Stadt unter großen Verlusten und richtete unter den Schweden und den Einwohnern ein schreckliches Blutbad an. Dabei wurde die Stadt stark zerstört.
Bereits 1630 wurden die mecklenburgischen Herzöge durch den schwedischen König Gustav Adolf wieder eingesetzt und sämtliche Reformen Wallensteins wurden aufgehoben. Im Juli 1630 brachen die mecklenburgischen Herzöge mittels schwedischer Gelder und Truppen mit etwa 2000 Mann von Lübeck aus nach Neubrandenburg auf. Als die Stadt gestürmt werden sollte, ergab sich die kaiserliche Besatzung gegen freien Abzug. Die vereinten mecklenburgischen und schwedischen Heere setzten die Einnahme der weiteren festen Plätze – Städte, Burgen und Festungen – gemeinsam fort. Schon Ende Juni wurde die Burg Plau, nachdem deren kaiserlicher Kommandant die Stadt zur Verteidigung angezündet und halb niedergebrannt hatte, den schwedischen Truppen übergeben. Ende Juli stand das Heer vor Wismar, welches aber nebst der Insel Walfisch von den kaiserlichen Truppen hartnäckig gehalten wurde. Erst im Januar 1632 erfolgte mangels Proviant und Hilfe von außen die Übergabe gegen Abzug mit allen kriegerischen Ehren. 1631 wurde Warnemünde von den Mecklenburgern erobert und im Oktober kapitulierte nach mehrwöchiger Belagerung auch die kaiserlichen Truppen in Rostock.
Ende Januar 1632 waren die letzten kaiserlichen Truppen aus Mecklenburg abgezogen; auch die Schweden rückten bis auf die Garnisonen in Wismar und Warnemünde ab. Am 29. Februar 1632 schlossen die mecklenburgischen Herzöge in Frankfurt am Main ein festes Bündnis mit Gustav Adolf, in dem die schwedische Besetzung von Wismar und Warnemünde ausdrücklich vorbehalten wurde. Damit war Wismar noch vor dem Westfälischen Frieden für Mecklenburg verloren und wurde zum Ein- und Ausgangstor für schwedische Truppen und Anziehungspunkt für Schwedens Feinde.

#### Aussöhnung mit dem Kaiser und Gebietsabtretungen an Schweden

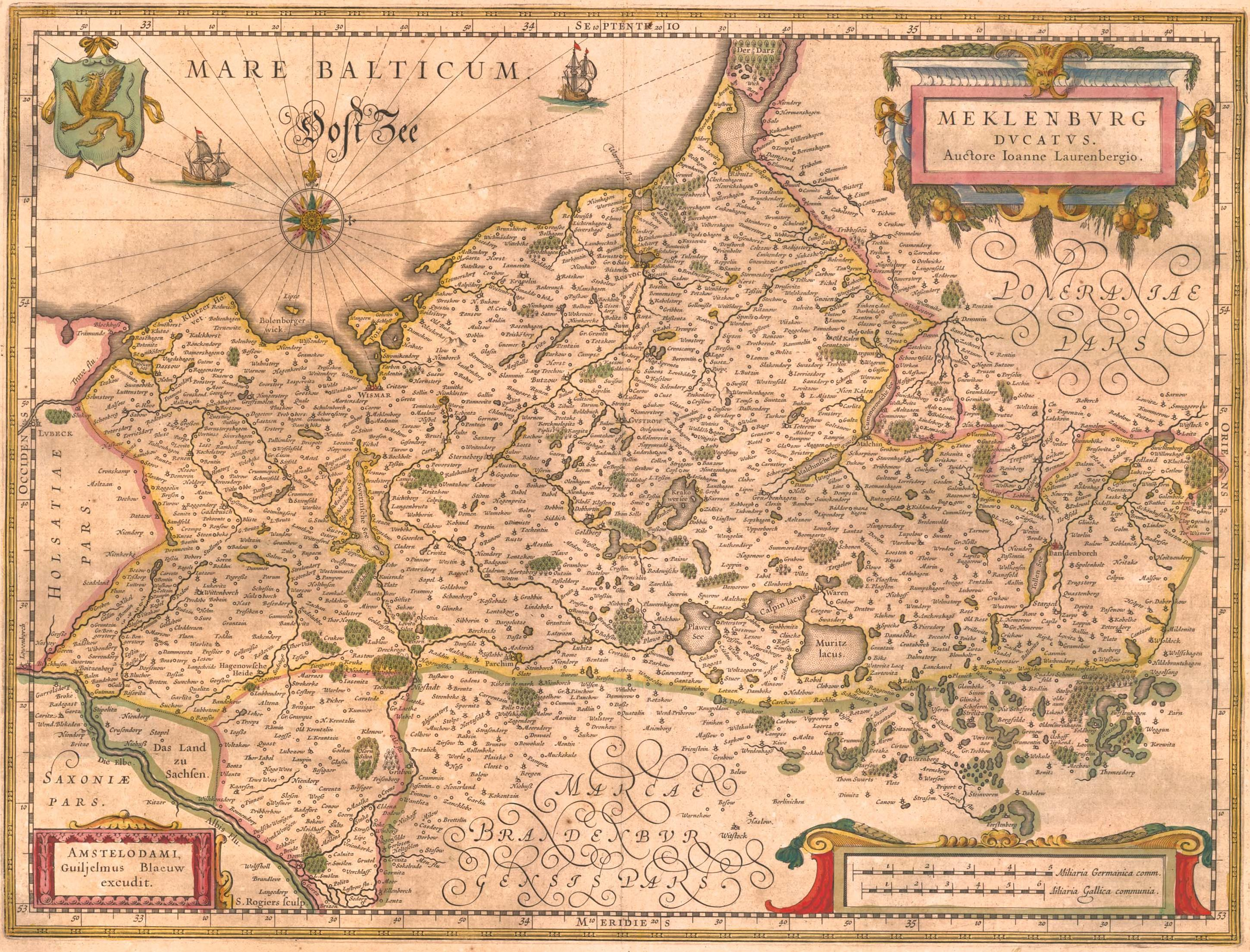
Mecklenburg Karte von 1645

Mit dem Prager Frieden, dem auch die mecklenburgischen Herzöge nachträglich beitraten, erfolgte 1635 die Aussöhnung der Herzöge mit dem Kaiser, der diese danach wieder als Herzöge anerkannte. Allerdings beteiligte sich Mecklenburg nicht am Krieg gegen Schweden. Trotzdem drohte Schweden Mecklenburg daraufhin mit Krieg, besetzte und brandschatzte Schwerin und nahm kampflos die Festungen Dömitz und Plau ein. Die schwedische Garnison zu Wismar machte sich im Umland durch Plünderungen und Gewalttaten bemerkbar. In Bützow und Güstrow wurden mehrere Kompanien mecklenburgischer Truppen ohne Weiteres unter schwedische Regimenter gesteckt.
Zwischen 1637 und 1640 kam es auf mecklenburgischem Boden erneut zu häufigen Kämpfen zwischen schwedischen und kaiserlichen Truppen. Im Westfälischen Frieden 1648 musste die mecklenburgische Stadt Wismar (mit dem Amt Neukloster und der Insel Poel) als Reichslehen an Schweden abgetreten werden, wogegen die Schwerinsche Linie mit den säkularisierten Bistümern Schwerin und Ratzeburg und der Johanniterkomturei Mirow und die Güstrowsche Linie mit der Komturei Nemerow entschädigt wurden. Wismar wurde Sitz des Obertribunals Wismar, des höchsten Gerichtshofs für die schwedischen Gebiete im Reich. Erst 1803 kam Wismar, einschließlich Neukloster und der Insel Poel, wieder zu Mecklenburg.

#### Auswirkungen des Krieges
Die Auswirkungen des Krieges in Mecklenburg waren verheerend. Die Einwohnerzahl wurde auf ein Sechstel reduziert (von 300.000 auf ca. 50.000). Weite Teile des Landes wurden verwüstet und es wurden Grausamkeiten an der Bevölkerung verübt. Besonders der Bauernstand hatte sehr gelitten und zum größten Teil seine Freiheit verloren. Städte, Ortschaften und Gehöfte waren niedergebrannt oder zur Verwendung als Brennholz und zum Bau von Feldlagern abgebrochen worden. Der raue und an Kriegsschrecken gewöhnte schwedische Feldmarschall Johan Banér beschrieb die Lage in Mecklenburg in einem Brief vom September 1638 an den schwedischen Reichskanzler Oxenstjern folgendermaßen:
„in Meklenburg ist Nichts als Sand und Luft, Alles bis auf den Erdboden verheert“ -
und nachdem auch die Pest ausgebrochen war, welche in den mittleren Landstädten Tausende und in den kleineren Hunderte dahinraffte:
„Dörfer und Felder sind mit crepirtem Vieh besäet, die Häuser voll todter Menschen, der Jammer ist nicht zu beschreiben.“
Die Bewohner Mecklenburgs waren durch Schwert und Folter, durch Pest und Hunger umgekommen. Teile der Bevölkerung konnten in die befestigten Städte Rostock, Lübeck und Hamburg fliehen. Die Städte mit festen Schlössern – Dömitz, Plau, Boizenburg – waren während der Belagerungen fast vollständig in Schutt und Asche gelegt worden, ebenso die Städte Warin, Laage, Teterow und Röbel. Besonders brutal gingen die Crabaten (Kroaten) unter ihrem obersten Befehlshaber Oberst Lossi und die kaiserlichen Truppen unter Oberst Graf Götzen gegen die Zivilbevölkerung vor. In einem Tagesbefehl von 1638, in dem er seinen Offizieren befahl, jegliche Ausschreitungen gegenüber der Bevölkerung zu unterlassen, schildert der schwedische Feldmarschall Johan Banér die Grausamkeiten der Soldateska gegenüber der Landbevölkerung. Er berichtet von
„...grausahmen Excessen, Raub, Mord, Plünderung, Brand, Schändung der Frauen und Jungfrauen, ohne Unterscheidt des Standes und Alters, devastirung der Kirchen und Gottes Häuser, und Beleidigung der Prediger und Kirchendiener, Verwüstung der Gaben Gottes, und anderen barbarischen Crudeliteten...“
Nach dem Krieg versuchten die Herzöge, die Wirtschaft des Landes, welche überwiegend aus der Landwirtschaft bestand, wieder aufzubauen. Allerdings konnte nur etwa ein Viertel der verlassenen und verwüsteten Bauernstellen wieder besetzt und bewirtschaftet werden. 1662 sollten auf Befehl des Herzogs in jedem Amt 10 Bauern angesiedelt werden und ihnen auf herrschaftliche Kosten die Gebäude errichtet, die Felder besät und auch mehrere Freijahre gegeben werden. Zudem wurde nach etwa vorhandenen Kindern der früheren Bauernfamilien Nachfrage gehalten, um sie, wenn nicht gütlich, so doch nach dem Recht der Leibeigenschaft mit Gewalt auf die Hufen zurückzubringen. Aus der Mark Brandenburg, aus Holstein und aus Pommern kamen zahlreiche Einwanderer, welche dort ihren Besitz verloren hatten. Dennoch konnte die Anzahl der früheren Bauern bei Weitem nicht erreicht werden.
Die Gutsherren konnten sich leicht gegen den stark dezimierten Bauernstand durchsetzen und das Bauernrecht verschlechtern. Die weitgehende Entvölkerung des Landes führte zum Bauernlegen in großem Ausmaß – verlassene Bauernhöfe wurden durch die ritterschaftliche Gutsherrschaft eingezogen und dem eigenen Grundbesitz einverleibt, die Bauern auf den besetzten Bauernstellen gerieten in Abhängigkeit. 1646 wurde die Mecklenburgische Gesindeordnung erlassen und 1654 erweitert, darin hieß es:
„Von Bauersleuten und deren Dienstbarkeit und Ausfolgung.
§1 Ordnen und setzen Wir, nachdeme die tägliche Erfahrung bezeuget, daß die Bauersleute und Untertanen, Mannes und Weibspersonen, sich diese Zeit vielfältig unterfangen, sich ohn ihrer Herren und Obrigkeit Verwissen und Bewilligung zusammenzugesellen, zu verloben und zu befreien, solches aber, weil sie ihrer Herrschaft dieser Unser Lande und Fürstentume kundbaren Gebrauche nach mit Knecht- und Leibeigenschaft samt ihren Weib und Kindern verwendet und daher ihrer Person selbst nicht mächtig, noch sich ohn ihrer Herren Bewilligung ihnen zu entziehen und zu verloben, einiger Maßen befüget. Daß wir demnach solches angemaßtes heimliches Verloben und Freien der Bauerleute gänzlich hiemit wollen verboten und abgeschaffet haben.“
Damit hatte der Bauernstand zum größten Teil seine Freiheit verloren und es kam zur rechtlichen Verankerung der Leibeigenschaft. Demnach durften die Bauern ihren Wohn- und Arbeitsplatz nicht mehr ohne Genehmigung des Gutsherrn verlassen. Eine Heirat war ebenfalls nur mit Genehmigung des Gutsherren möglich.

### Hexenwahn in Mecklenburg
In Mecklenburg wurde die Hexenverfolgung besonders intensiv betrieben. Es wurden ungefähr 4000 Prozesse gegen vermeintliche Hexen geführt und ca. 2000 Todesurteile gefällt. Im 16. Jahrhundert stieg die Zahl der Hexenprozesse steil an, um im 17. Jahrhundert vor allem vor und nach dem Dreißigjährigen Krieg ihre Höhepunkte zu erreichen. Der letzte bekannte Hexenprozess in Mecklenburg wurde 1777 durchgeführt.

### Nordische Kriege

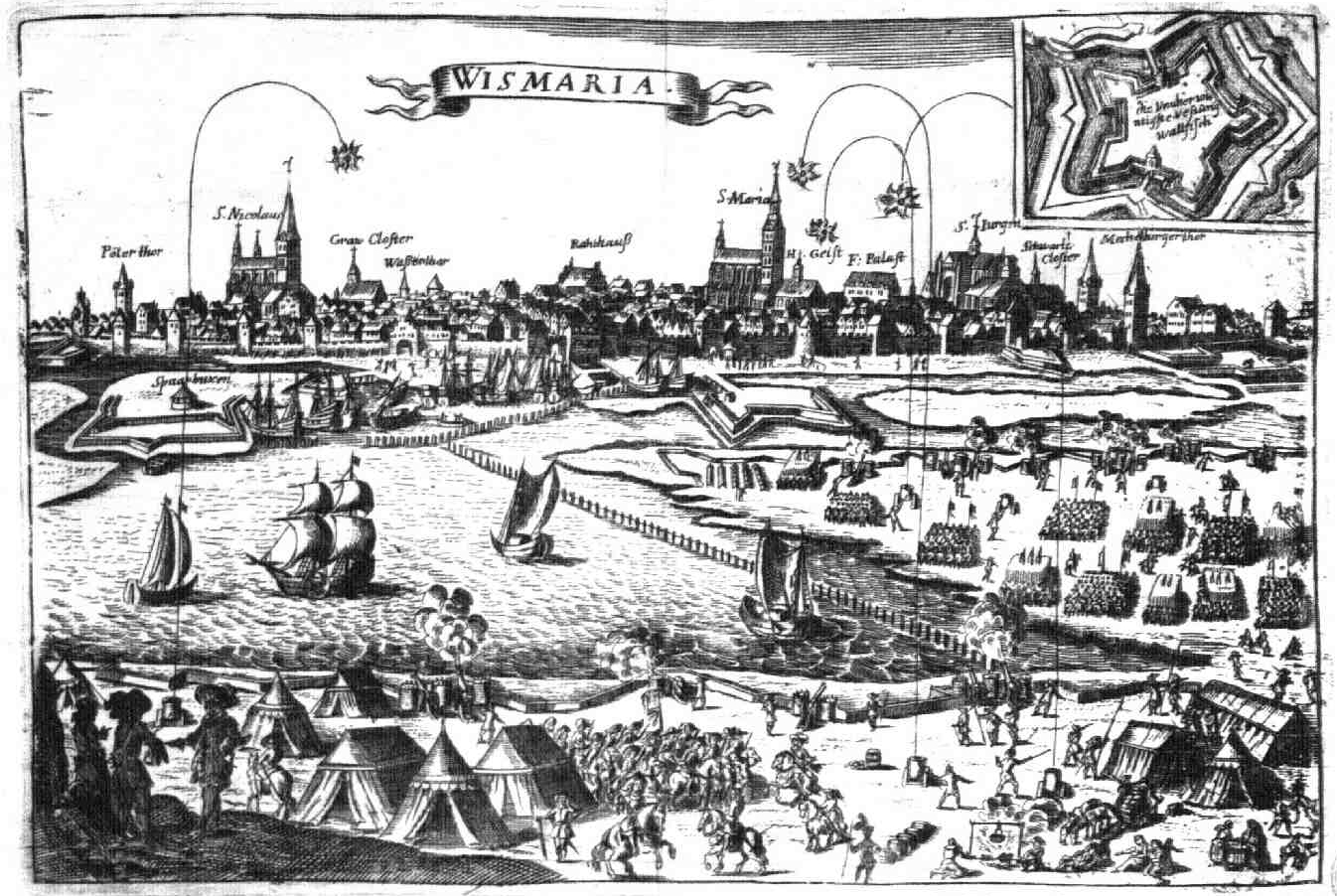
Belagerung von Wismar durch die Dänen
Flugblatt 1675

Ab der zweiten Hälfte des 17. Jahrhunderts wurden die Nordischen Kriege teilweise auf mecklenburgischem Boden ausgetragen. Im Zweiten Schwedisch-Polnischen Krieg marschierten 1658 kaiserliche, brandenburgische und polnische Soldaten in Mecklenburg ein und es kam bis zum Ende des Krieges mit dem Vertrag von Oliva im Mai 1660 erneut zu kriegerischen Belastungen wie zur Zeit des Dreißigjährigen Krieges.
Die Güstrowsche Linie erlosch 1695 mit Johann Albrechts II. (gest. 1636) Sohn Gustav Adolf. In der Linie Mecklenburg-Schwerin regierte Adolf Friedrich I., der mit den Ständen und allen Mitgliedern seiner Familie fortwährend im Streit lag, bis 1658. Sein Sohn und Nachfolger Christian Ludwig lebte meist in Paris, wo er 1663 zur katholischen Konfession übertrat und Ludwig XIV. nahestand.
Im Schwedisch-Brandenburgischen Krieg (1674–1679) wurde Mecklenburg daher trotz Neutralität von brandenburgischen und von dänischen Truppen besetzt. Im Jahr 1675 eroberten die Dänen Wismar, das aber bereits 1680 wieder schwedisch wurde und zur Festung ausgebaut wurde. Im Großen Nordischen Krieg (1700–1721) kam es zu Plünderungen durch die Kriegsparteien: Schweden gegen Preußen, Dänen, Sachsen und Russen.

### Dritte Mecklenburgische Hauptlandesteilung (1701)

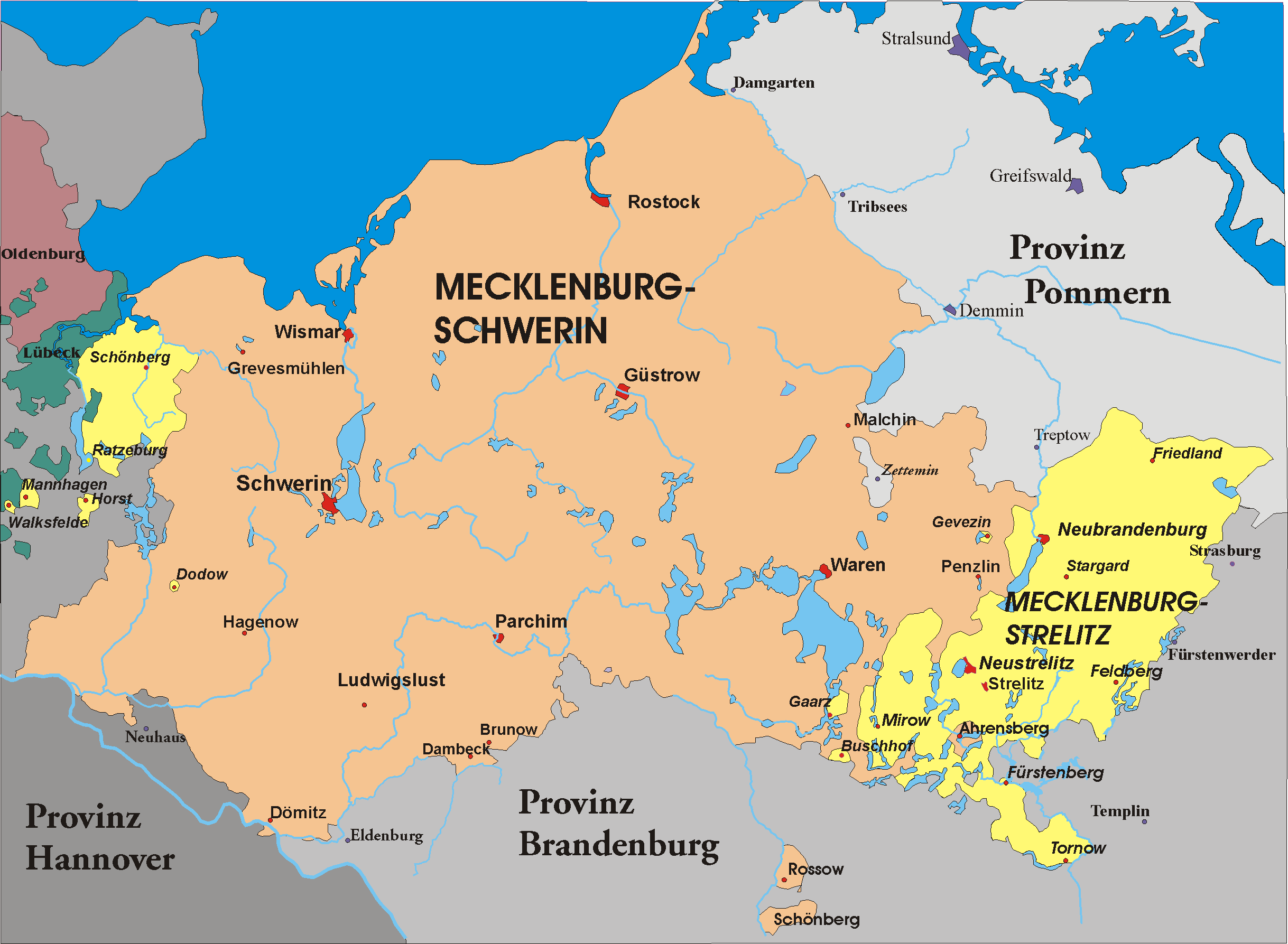
Mecklenburg nach der Dritten Mecklenburgischen Hauptlandesteilung

1701 konnte sich das mecklenburgische Fürstenhaus auf das Erbfolgeprinzip der Primogenitur einigen. Zuvor wurde Mecklenburg nach dem Aussterben der Linie Mecklenburg-Güstrow ein weiteres Mal in langjährige Erbschaftsstreitigkeiten verwickelt, die unter maßgeblicher Mitwirkung ausländischer Mächte durch den als Hausvertrag geschlossenen Hamburger Vergleich vom 8. März 1701 beigelegt wurden. Die dabei verabredete Dritte Mecklenburgische Hauptlandesteilung formierte wiederum zwei beschränkt autonome (Teil-)Herzogtümer, ab 1815 (Teil-)Großherzogtümer: Mecklenburg-Schwerin und Mecklenburg-Strelitz. Als äußeres Zeichen führten die jeweiligen beiden regierenden Herzöge (später Großherzöge) beider Landesteile absolut identische Titel, ihre Belehnung erfolgte stets zur „gesamten Hand“ und auch ihre Wappen unterschieden sich nur geringfügig. Beide Landesteile waren im Bundesrat stimmberechtigt, Schwerin mit zwei Stimmen, Strelitz mit einer Stimme.

### Reichsexekution und Thronfolgestreit
Im Jahr 1713 kam es zum Konflikt zwischen Herzog Karl Leopold, dem Regenten des Landesteils Mecklenburg-Schwerin, und den mecklenburgischen Landständen, der bis 1717 andauerte. Der Herzog suchte landesherrliche, absolutistische Souveränität gegen die Ritterschaft sowie gegen das mit ihr verbündete Rostock durchzusetzen. Er forderte die Stände auf, ihm zum Aufbau eines stehenden Heeres zusätzliche Steuern zu bewilligen, und zwang den Rostocker Rat zum Verzicht auf seine Privilegien.
Nach Klagen der mecklenburgischen Landstände beim Kaiser gegen Karl Leopolds Rechtsbrüche und autokratische Bestrebungen verhängte Kaiser Karl VI. 1717 die Reichsexekution gegen den Herzog. Der Vollzug der Reichsexekution erfolgte im Frühjahr 1719. Karl Leopold verschanzte sich zunächst in der Festung Dömitz und verließ bald darauf das Land. Die Regierung in Mecklenburg-Schwerin übernahmen als Exekutoren der Kurfürst von Hannover und der König von Preußen. Nach dem Tod von Kurfürst Georg Ludwig von Hannover (1727) wurde die Reichsexekution aufgehoben. Da eine Beilegung des Konfliktes zunächst misslang, wurde Karl Leopold schließlich 1728 vom Reichshofrat in Wien zugunsten seines Bruders Christian Ludwig II. abgesetzt.
Karl Leopold lehnte jeden Kompromissvorschlag Karls VI. ab und scheiterte 1733 bei einem Versuch, mit Hilfe eines Aufgebots von Bürgern und Bauern, aber auch mit preußischer Unterstützung, die Herrschaft in Mecklenburg-Schwerin zurückzugewinnen. Hannover besetzte unter dem Vorwand, die Kosten für seine Reichsexekution zu decken, 1734 acht mecklenburgische Ämter. Karl Leopold verstarb schließlich am 28. November 1747 in Dömitz.
In einem letzten Aufwallen absolutistischer Machtgelüste verabredeten 1748 die beiden mecklenburgischen Regenten, Christian Ludwig II. und Adolf Friedrich III. in einem Geheimvertrag die Auflösung des mecklenburgischen Gesamtstaates. Auch dieses Vorhaben scheiterte jedoch am erbitterten Widerstand der Ritterschaft. Als 1752 unversehens im Strelitzer Landesteil der Thronfolgefall eintrat, eskalierte die Situation. Truppen des Schweriner Herzogs besetzten den Strelitzer Landesteil, um dessen Abkoppelung vom mecklenburgischen Gesamtstaat und politische Selbständigkeit durchzusetzen. Der Ausgang des Thronfolgestreits beendete auch dieses letzte Aufbäumen der Fürstenmacht in Mecklenburg und bewirkte die weitere Stärkung der Landstände.

### Preußische Annexionspläne

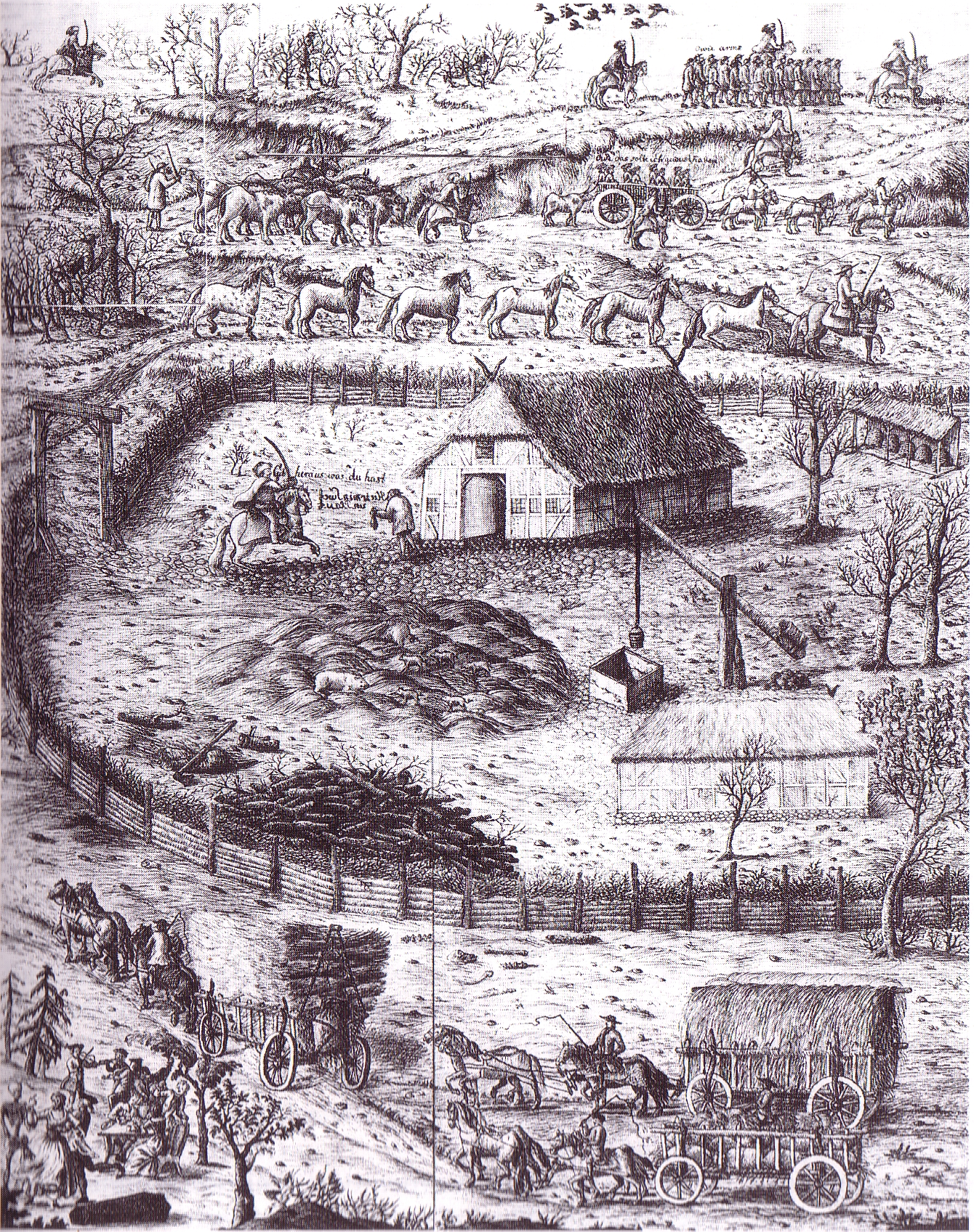
Zeitgenössische Darstellung der Ausplünderung mecklenburgischer Bauern durch preußische Husaren

Die preußische Politik gegenüber Mecklenburg ging über die Teilnahme an der Reichsexekution und die Einmischung in Thronfolgestreitigkeiten hinaus. Schon als Kronprinz hatte der spätere preußische König Friedrich II. die Abrundung Preußens durch Mecklenburg als „politische Notwendigkeit“ bezeichnet. In einem Brief an Dubislav Gneomar von Natzmer äußerte er 1731 die Hoffnung, dass man „nur das Erlöschen des Herzogshauses abzuwarten“ brauche, um dann „das Land ohne weitere Förmlichkeiten einzustecken“. In seinem (ersten) Politischen Testament als König bekräftigte er 1752 die auf dem Frieden zu Wittstock 1442 basierenden Ansprüche auf Mecklenburg und gab seinen Nachfolgern Anweisungen, was zu tun sei, wenn er selbst diesen Erbfall nicht mehr erleben werde.

„Unsere Ansprüche auf Mecklenburg sind klar […]; sie beruhen auf einer zwischen den Kurfürsten [von Brandenburg] und den Herzögen von Mecklenburg abgeschlossenen Erbverbrüderung; […] Gegenwärtig leben acht mecklenburgische Fürsten [Herzöge]; der Erbfall scheint nicht so bald gegeben zu sein […] Sollte er sich in späterer Zeit ergeben, würde ich meinen, man sollte ohne Aufschub von dem Herzogtum Besitz ergreifen […] und seine Rechte mit dem Schwert in der Hand verteidigen; denn das Recht des Besitzes bietet im Heiligen Römischen Reich einen großen Vorteil, wenn man in aller Ruhe aus einer Erwerbung Einkünfte herausholt.“

Tatsächlich ließ Friedrich II. im Siebenjährigen Krieg, nachdem sich die mecklenburgischen Herzöge 1755 auf einen internen Erbvergleich verständigt hatten und sich Friedrich von Mecklenburg-Schwerin auf die Seite Österreichs gestellt hatte, dessen Herzogtum 1757 besetzen. In dieser Zeit wurde auch die Schweriner Münzstätte zerstört, um den Export unterwertiger Münzen nach Preußen zu verhindern. Mecklenburg-Schwerin hatte insbesondere in den Jahren 1758 bis 1762 Sechsteltaler geprägt, die aber mit den Jahreszahlen 1752 bis 1754 versehen waren und damit den höheren Realwert früherer Münzen vortäuschten. Diese Kriegsprägungen hatten den preußischen Geldumlauf geschädigt. Zwangsrekrutierungen und starke Aushebungen füllten die preußischen Regimenter auf. Zudem musste das besetzte Herzogtum Kontributionsgelder aufbringen. Zwar verließen die preußischen Besatzer nach einem Friedensschluss und der Zahlung weiterer Kontributionen Mecklenburg 1762 wieder, doch Friedrich II. hielt auch in seinem (zweiten) Politischen Testament von 1768 an den Ansprüchen auf Mecklenburg fest.

### Landesgrundgesetzlicher Erbvergleich

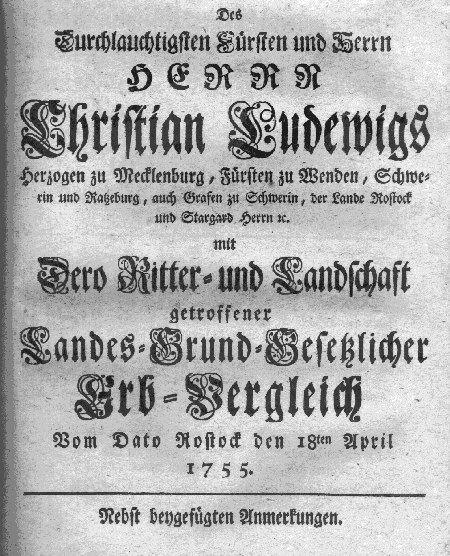
Deckblatt des 1755 vereinbarten Landesgrundgesetzlichen Erbvergleiches

Mit dem 1755 von Christian Ludwig II. unterzeichneten Landesgrundgesetzlichen Erbvergleich (LGGEV), dem der Strelitzer Herzog Adolf Friedrich IV. und seine Mutter in ihrer Eigenschaft als Vormund seiner jüngeren Geschwister noch im selben Jahr beitraten, gaben die mecklenburgischen Herzöge ihre absolutistischen Bestrebungen endgültig auf und einigten sich mit dem landständischen Adel.
Mit dem Landesgrundgesetzlichen Erbvergleich erhielt der mecklenburgische Staat eine neue, landständische Verfassung. Sie festigte die politische Vormachtstellung der mecklenburgischen Ritterschaft und konservierte die Rückständigkeit des Landes bis zum Ende der Monarchie (1918). Beide Landesteile blieben damit weiterhin Teile eines gemeinsamen Staates, besaßen im LGGEV eine gemeinsame Verfassung und unterstanden einem gemeinsamen Landtag, der als Legislative in jährlichem Wechsel in Sternberg oder Malchin zusammentrat und als Exekutive in Rostock den Engeren Ausschuß unterhielt. Jeder der beiden Landesteile, deren Regenten sich in Hausverträgen Nichteinmischung in Angelegenheiten des jeweils anderen Landesteils zugesichert hatten, unterhielt jedoch eigene Regierungsbehörden und besaß eigene Publikationsorgane für Gesetze und Verordnungen. Gemeinsam blieben das Oberappellationsgericht (in Parchim, später in Rostock) und die Landesklöster. Zölle und Grenzkontrollen zwischen beiden Landesteilen gab es nicht. Die landständische Verfassung in Mecklenburg galt bis 1918 und übertrug den Großgrundbesitzern entscheidende Herrschaftsrechte. Am Ende der Monarchie galt das politische System in Mecklenburg als das rückständigste im ganzen deutschen Kaiserreich.

### Unabhängigkeit von der Kaiserlichen Jurisdiktion
Der mecklenburgische Diplomat Ernst Friedrich Bouchholtz vertrat Mecklenburg beim Frieden von Teschen (1779) und erreichte bei diesem Friedensschluss für die Herzöge zu Mecklenburg das Privilegium de non appellando.

### Rückkauf von Wismar
Zum Ausgang des 18. Jahrhunderts war Schweden deutlich geworden, dass die Brückenkopffunktion der Herrschaft Wismar als Bindeglied zwischen den Territorien Bremen-Verden und Schwedisch-Vorpommern mit Fortfall des schwedischen Besitzes zwischen Elbe und Weser im Jahr 1715 nicht mehr gegeben war. Mit dem Malmöer Pfandvertrag von 1803 wurden daher Wismar, die Insel Poel und das Amt Neukloster zunächst für 99 Jahre wieder mecklenburgisch, durch einen weiteren Verzicht 1903 auch endgültig. Das Wismarer Tribunal wurde in diesem Zuge 1802 zunächst kurz nach Stralsund und dann 1803 nach Greifswald verlegt.

### Mecklenburg als Tauschobjekt
Nach der Auflösung des Heiligen Römischen Reiches Deutscher Nation traten beide mecklenburgischen Landesteile 1808 dem Rheinbund bei. Dennoch bot Napoleon am Vorabend des Russlandfeldzugs dem schwedischen Herrscher Bernadotte 1812 Mecklenburg, Stettin und das gesamte Gebiet zwischen Stettin und Wolgast an.
Im Gegenzug entwickelte aber auch Mecklenburg-Schwerin in dieser Zeit Ambitionen zur territorialen Erweiterung. Sein Interesse richtete sich namentlich auf Schwedisch-Pommern, dessen Besitz man sich nach dem Beitritt zum Rheinbund sichern wollte. Der Erbprinz Friedrich Ludwig reiste deshalb sowohl nach Paris als auch zum von Napoleon einberufenen Fürstentag in Erfurt. Die diplomatischen Bemühungen um den Erwerb Schwedisch-Pommerns dauerten den Berichten des nach Paris abgesandten Oberhofmeisters von Lützow zufolge bis 1813.
Nach Napoleons Niederlage in Russland schlossen sich die mecklenburgischen Herzogtümer zwar gleichzeitig mit Preußen sofort den Russen an, wurden aber von Preußen und Russland 1813 erneut als Tauschmasse verhandelt. Für einen Seitenwechsel des napoleonischen Verbündeten Dänemark und dessen Verzicht auf Norwegen zugunsten Schwedens wurde nun Dänemark zunächst nicht nur Schwedisch-Pommern, sondern auch die Herrschaft über beide Mecklenburg angeboten, später sogar auch das (1720 von Schweden erworbene) preußische Vorpommern sowie Lübeck und Hamburg. Dänemark hielt jedoch Napoleon die Treue und erhielt nach dessen Niederlage 1814 für Norwegen nur Schwedisch-Pommern als Kompensation, die mecklenburgischen Herzöge konnten sich so noch ein weiteres Jahrhundert auf ihren Thronen halten.

## Vom Wiener Kongress bis zum Ende der Monarchie

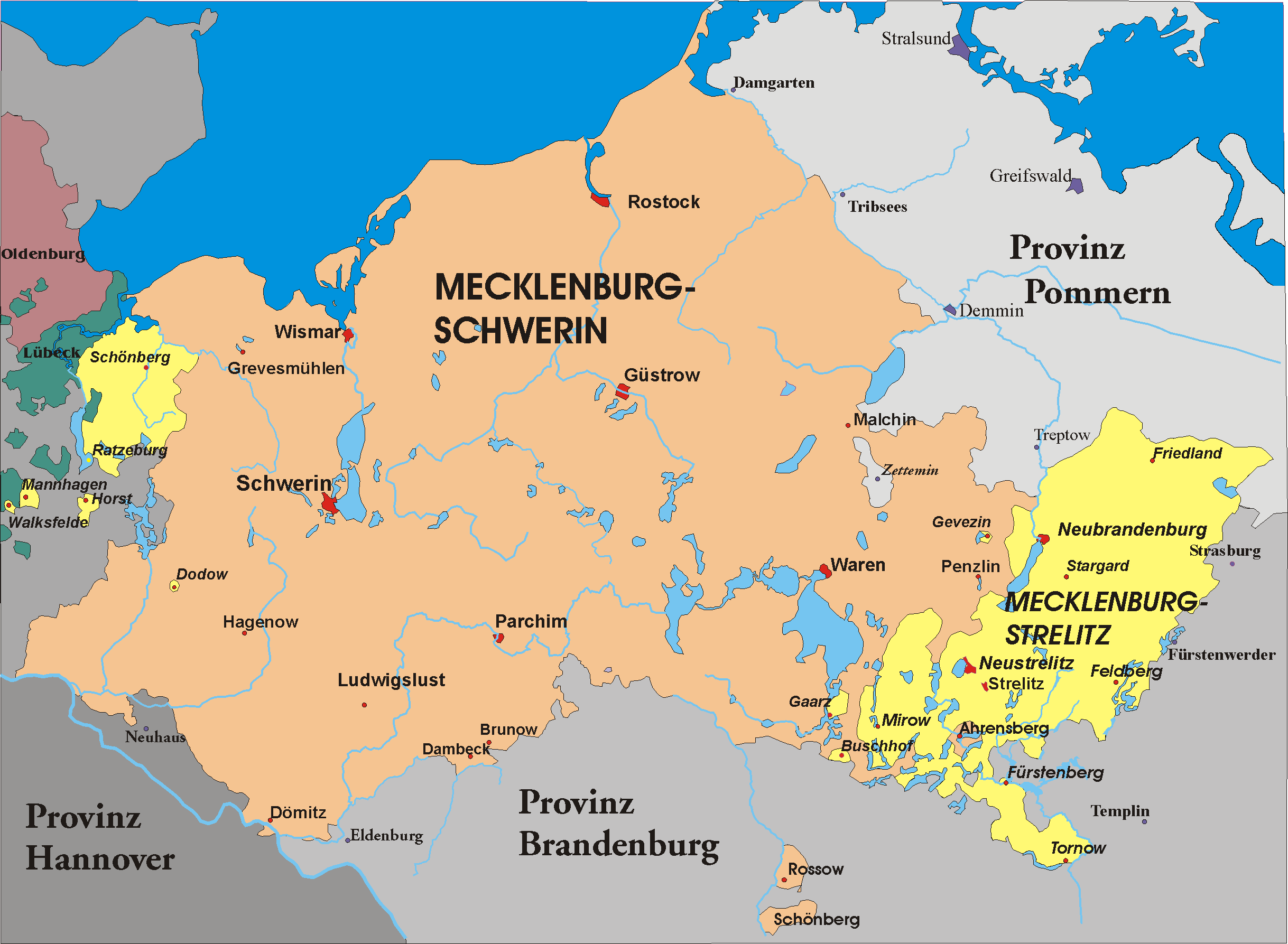
Mecklenburg nach 1815

Auf dem Wiener Kongress 1815 wurden beide Landesteile zu Großherzogtümern erhoben – Mecklenburg-Schwerin am 14. Juni 1815, Mecklenburg-Strelitz nach Einflussnahme Preußens am 28. Juni 1815. Die staatliche Eigenständigkeit von Mecklenburg blieb dabei gewahrt, die Regenten beider Landesteile titelten fortan identisch als Großherzog von Mecklenburg und hatten das Recht auf die Ansprache Königliche Hoheit erworben.
1820 wurde in Mecklenburg die Leibeigenschaft aufgehoben. Insbesondere die Landbevölkerung erlangte dadurch zwar persönliche Freiheit. Zugleich entfielen aber auch traditionelle Obhutspflichten der Grundbesitzer (Beschäftigungssicherung, Sozial-, Kranken- und Altersversorgung) für ihre Gutsuntertanen. Viele Gutsbesitzer gingen daraufhin zu kapitalistischer, ertragsorientierter Wirtschaftsweise über. Unzählige Landarbeiter verloren ihre Arbeit, damit meist auch die Wohnung, also jegliche Lebensgrundlage an ihrem bisherigen Heimatort. Sie behielten zwar formal ihr durch Geburt erworbenes Heimatrecht in Mecklenburg, fanden aber auch an keinem anderen Ort des Landes mehr Aufnahme und neue Bleibe, da es in Mecklenburg ein Recht der freien Ansiedlung nicht gab und Zuzugsgenehmigungen willkürlich von den Ortsobrigkeiten erteilt wurden. Wegen der Unvollkommenheit der Gesetze konnten die Bauern keine wirkliche Selbständigkeit erlangen. Viele von ihnen waren in der Folgezeit zur Auswanderung gezwungen.
Im Zuge der Revolution von 1848/49 bildeten sich zahllose Reformvereine. Auf der Grundlage von allgemeinen, gleichen, aber indirekten Wahlen entstand im Herbst 1848 die erste demokratisch gewählte Abgeordnetenversammlung. Politisches Ziel war die Beseitigung des überlebten landständischen Systems in Mecklenburg und die Einführung einer konstitutionellen Monarchie. Das war nur möglich durch Aufhebung der traditionellen Spaltung des Landes in zwei Landesteile. In dieser existenziellen Krise verließ Mecklenburg-Strelitz sehr schnell den Pfad demokratischer Erneuerung. So trat am 10. Oktober 1849 allein für Mecklenburg-Schwerin ein neues Staatsgrundgesetz in Kraft, das als eine der letzten Landesverfassungen der bürgerlich-demokratischen Revolution in Deutschland gilt. Auf Betreiben der Ritterschaft und des erzreaktionären Strelitzer Großherzogs Georg stoppte eine als Freienwalder Schiedsspruch am 14. September 1850 ergangene Gerichtsentscheidung alle demokratischen Entwicklungen im Land und führte Mecklenburg auf den Rechtszustand vor der Revolution, den längst überlebten Landesgrundgesetzlichen Erbvergleich, zurück. Viele der führenden Demokraten wurden daraufhin verfolgt, teilweise zu mehrjährigen Haftstrafen verurteilt und eingesperrt. Die meisten von ihnen verließen daraufhin das Land.
1863 wurde nach langen Verhandlungen die mecklenburgische Steuer- und Zollunion zwischen den beiden Landesteilen beschlossen. Die Akzise an den Stadtgrenzen musste nicht mehr erhoben werden und die Städte konnten sich räumlich ausweiten.
Im Deutschen Krieg zählten beide mecklenburgischen Großherzogtümer zu den Verbündeten Preußens, stellten aber keine nennenswerten Truppen; Strelitz verzögerte seine Mobilmachung, bis es zu spät war. Die Tatsache, dass beide Landesteile – anders als viele Territorien der Kriegsgegner – 1866 nicht von Preußen annektiert wurden, entgegen den langgehegten Annexionsplänen seit Friedrich dem Großen, hatten sie der verwandtschaftlichen Nähe ihrer Großherzöge zum preußischen König Wilhelm I. zu verdanken: Friedrich Franz II. (Mecklenburg) war ein Sohn von Wilhelms Schwester Alexandrine von Preußen (1803–1892), die damals noch im Schweriner Alexandrinen-Palais lebte, der Strelitzer Friedrich Wilhelm II. (Mecklenburg) ein direkter Vetter.
Die Verfassungsfrage kam in der Folgezeit immer wieder auf. Ungeachtet aller äußeren Entwicklungen im Reich blieben entscheidende Änderungen im mecklenburgischen Verfassungssystem bis 1918 jedoch aus. Reichskanzler Otto von Bismarck wird die Bemerkung zugeschrieben, dass er, wenn die Welt unterginge, nach Mecklenburg gehen werde, da dort alles 50 Jahre später geschehe. Hintergrund dieser Bemerkung war die Tatsache, dass Mecklenburg im Deutschen Reich das einzige Territorium ohne moderne Verfassung blieb.
Die mittelalterliche Struktur des Landes zeigte sich auch im Grundbesitz: Etwa die Hälfte des Territoriums gehörte dem mecklenburgischen Fürstenhaus (Domanium). Der Rest war zum überwiegenden Teil im Besitz von adeligen, später zunehmend auch bürgerlichen Grundbesitzern (Ritterschaft). Beide Landesteile waren in domaniale und ritterschaftliche Ämter eingeteilt, der mecklenburgische Gesamtstaat zusätzlich in drei ritterschaftliche Kreise (Mecklenburg, Wenden und Stargard), von denen Mecklenburg und Wenden in Rostock und Stargard in Neubrandenburg eigene landständische Behörden unterhielten.
Noch um 1900 arbeiteten über 50 % der Bevölkerung in der Landwirtschaft. Ansätze zur Industrialisierung gab es erst 1890 mit der Neptun Werft im Schiffsbau.
Nach dem Selbstmord von Adolf Friedrich VI., dem letzten Großherzog aus dem Hause Mecklenburg-Strelitz, übernahm der Schweriner Großherzog Friedrich Franz IV. kurz vor dem Ende der Monarchie die Aufgabe eines Verwesers des Strelitzer Landesteils. Die nun einsetzenden Verhandlungen um eine Thronfolge in Mecklenburg-Strelitz und um dessen weiteres Schicksal wurden schon bald von den Ereignissen der Novemberrevolution überholt. Bis zum Ende der Monarchie in Mecklenburg und der Abdankung von Friedrich Franz IV. als Großherzog von Mecklenburg-Schwerin und Verweser von Mecklenburg-Strelitz konnte die Strelitzer Thronfolgefrage nicht mehr geklärt werden.

## Mecklenburg in der Weimarer Republik und in der Zeit des Nationalsozialismus

Mecklenburg-Schwerin in der Weimarer Republik

Mecklenburg-Strelitz in der Weimarer Republik

Erst nach dem Sturz der Monarchie 1918 erlangten beide Landesteile ab 1918/19 als Freistaaten kurzzeitig politische Selbständigkeit. Sie unterhielten getrennte Landtage, gaben sich eigene Verfassungen, hielten aber am gemeinsamen Oberappellationsgericht fest. Mecklenburg-Strelitz, ein Staat von der Größe eines preußischen Landkreises, erwies sich jedoch schon nach wenigen Jahren als nicht lebensfähig und führte ab Ende der 1920er Jahre Anschlussverhandlungen mit Preußen, die aber nicht zum Abschluss gelangten. Unter nationalsozialistischem Druck beschlossen die Landtage beider Freistaaten unter Reichsstatthalter Friedrich Hildebrandt die Wiedervereinigung zum Land Mecklenburg mit Wirkung zum 1. Januar 1934.
1937 verlor Mecklenburg durch das Groß-Hamburg-Gesetz die Exklaven von Mecklenburg-Strelitz in Schleswig-Holstein wie den Domhof Ratzeburg und die Gemeinden Hammer, Mannhagen, Panten, Horst, Walksfelde, die in den Kreis Herzogtum Lauenburg integriert wurden. Als Ausgleich erhielt Mecklenburg die bis dahin zu Lübeck gehörenden Gemeinden Utecht und Schattin (heute Ortsteil von Lüdersdorf). Außerdem erhielt es die bis dahin pommersche Exklave um Zettemin bei Stavenhagen.

## Mecklenburg in der DDR und in der Bundesrepublik

Das „Große Landeswappen“ von Mecklenburg-Vorpommern zeigt seit 1991 zwei Stierköpfe für Mecklenburg-Schwerin und Mecklenburg-Strelitz, den Greif für Pommern sowie den Adler für Brandenburg

Das Land Mecklenburg wurde am 9. Juni 1945 auf Befehl der Sowjetischen Militäradministration in Deutschland mit dem bei Deutschland verbliebenen Teil der preußischen Provinz Pommern (Vorpommern) und dem ehemals zur preußischen Provinz Hannover gehörenden Amt Neuhaus an der Elbe zum neuen Land Mecklenburg-Vorpommern vereinigt. Die amtliche Bezeichnung des Landes wurde auf sowjetischen Befehl 1947 in „Mecklenburg“ geändert.
Eine weitere Gebietsbereinigung erfolgte 1945 durch Veränderung der Zonengrenze zwischen der Britischen Besatzungszone und der Sowjetischen Besatzungszone im sogenannten Barber-Ljaschtschenko-Abkommen vom 13. November 1945. Dabei wurden die Ratzeburger Nachbargemeinden Ziethen, Mechow, Bäk und Römnitz am 26. November 1945 dem Kreis Herzogtum Lauenburg zugeschlagen. Sie gehörten bis dahin zum mecklenburgischen Kreis Schönberg (bis 1934 Teil von Mecklenburg-Strelitz) und kamen im Austausch gegen die lauenburgischen Gemeinden Dechow, Thurow (heute Ortsteil der Gemeinde Roggendorf) und Lassahn zur Britischen Zone. Diese Gebietsveränderung wurde auch nach der Deutschen Wiedervereinigung 1990 beibehalten.
1952 wurde das Land Mecklenburg wie alle übrigen Länder der Deutschen Demokratischen Republik aufgelöst und in Bezirke eingeteilt: Aus der Küstenregion wurde der Bezirk Rostock gebildet, der Westen Mecklenburgs wurde zum Bezirk Schwerin, der Osten zum Bezirk Neubrandenburg. Die letzteren Bezirke bezogen auch Territorien des vorherigen Landes Brandenburg mit ein. Der Fürstenberger Werder mit der Stadt Fürstenberg/Havel, bereits 1950 aus Mecklenburg in das Land Brandenburg (1946–1952) umgegliedert, kam nun zum Bezirk Potsdam.
Im Jahr 1990, gegen Ende der DDR, neu begründet, bildet Mecklenburg-Vorpommern seit dem 3. Oktober 1990 ein Land der Bundesrepublik Deutschland. Die Grenzen von 1952 wurden näherungsweise wiederhergestellt, folgten aber im Wesentlichen den in der DDR-Zeit entstandenen Kreisgrenzen. Das Amt Neuhaus wechselte 1993 aus historischen Gründen zum Land Niedersachsen, ebenso die Kreise Prenzlau, Templin und Perleberg zu Brandenburg. Als Hauptstadt setzte sich nach einer hitzigen Debatte Schwerin gegen Rostock durch. Eine Abspaltung Vorpommerns in Richtung Brandenburg als Alternative zum Kunstland Mecklenburg-Vorpommern gelangte indessen über die Vorstellung einiger diesbezüglicher Initiativen nicht hinaus.

## Regenten und oberste Beamte

### Herrschaften und (Groß-)Herzogtümer (1131–1918)
- 1. Regenten

- 2. Geheimerratspräsidenten, Präsidenten des Ministeriums

→ Siehe bei den einzelnen Landesteilen Mecklenburg-Schwerin und Mecklenburg-Strelitz.

### Land Mecklenburg im Dritten Reich (1934–1945)
Am 1. Januar 1934 wurden die Freistaaten Mecklenburg-Schwerin und Mecklenburg-Strelitz unter nationalsozialistischem Druck zum Land Mecklenburg vereinigt. Reichsstatthalter und Gauleiter war von 1934 bis 1945 Friedrich Hildebrandt, NSDAP.

### Land Mecklenburg in der sowjetischen Besatzungszone (1945–1952)
Vom 25. Juli 1952 bis 3. Oktober 1990 war das Land Mecklenburg durch die Verwaltungsreform von 1952 aufgelöst und in den Bezirk Rostock, den Bezirk Schwerin und den Bezirk Neubrandenburg aufgeteilt.

### Jahrbücher, Zeitschriften
- Jahrbuch des Vereins für mecklenburgische Geschichte und Altertumskunde. Schwerin, seit 1834 [fortlaufend, 1 Jahresband]

### Überblickswerke, Lexika
- Wolf Karge, Reno Stutz: Illustrierte Geschichte Mecklenburg-Vorpommerns. Rostock 2008, ISBN 978-3-356-01284-2.
- Hermann Heckmann (Hrsg.): Mecklenburg-Vorpommern. Historische Landeskunde Mitteldeutschlands. Stiftung Mitteldeutscher Kulturrat, Bonn 1989, ISBN 3-8035-1314-6.
- Wolf Karge, Hartmut Schmied, Ernst Münch: Die Geschichte Mecklenburgs. Hinstorff, Rostock 1993. [Mehrfach nachgedruckt; 4., erw. Auflage: 2004, ISBN 978-3-356-01039-8].
- Ein Jahrtausend Mecklenburg und Vorpommern. Biographie einen norddeutschen Region in Einzeldarstellungen. Rostock 1995, ISBN 3-356-00623-1.
- Gerhard Heitz, Henning Rischer: Geschichte in Daten. Mecklenburg-Vorpommern. Koehler & Amelang, München und Berlin 1995, ISBN 3-7338-0195-4.
- Biographisches Lexikon für Mecklenburg. Rostock; Lübeck seit 1995 [fortlaufend].
- Landeskundlich-historisches Lexikon Mecklenburg-Vorpommern. Herausgegeben von der Geschichtswerkstatt Rostock e. V., Hinstorff, Rostock 2007, ISBN 3-356-01092-1.
- Grete Grewolls: Wer war wer in Mecklenburg und Vorpommern. Das Personenlexikon. Hinstorff Verlag, Rostock 2011, ISBN 978-3-356-01301-6.
- Michael Buddrus, Sigrid Fritzlar: Landesregierungen und Minister in Mecklenburg. Ein biographisches Lexikon. Edition Temmen, Bremen 2012, ISBN 978-3-8378-4044-5.

### Einzelthemen
- Grundriß zur deutschen Verwaltungsgeschichte 1815–1945. Reihe B, Bd. 13: Mecklenburg. Bearb. von Helge Bei der Wieden. Marburg, 1976, ISBN 3-87969-128-2.
- Michael Buddrus, Sigrid Fritzlar: Juden in Mecklenburg 1845 - 1945. Lebenswege und Schicksale. Unter besonderer Mitarbeit von Ute Eichhorn, Angrit Lorenzen-Schmidt, Martin Wische (Hrsg.): Institut für Zeitgeschichte München – Berlin, Landeszentrale für politische Bildung Mecklenburg-Vorpommern. Zwei Bände. Schwerin 2019.
- Hermann Heckmann: Baumeister des Barock und Rokoko in Mecklenburg, Schleswig-Holstein, Lübeck, Hamburg, Verlag für Bauwesen, Berlin 2000.

### Ältere Werke
- David Franck: Alt- und Neues Mecklenburg: darinn die Geschichte, Gottes-Dienste, Gesetze und Verfassung der Wariner, Winuler, Wenden, und Sachsen, auch dieses Landes Fürsten, Bischöfe, Adel, Städte, Klöster, Gelehrte, Müntzen und Alterthümer, aus glaubwürdigen Geschichtschreibern, Archivischen Urkunden und vielen Diplomaten in Chronologischer Ordnung beschrieben worden […]. 20 Bände, Güstrow/Leipzig 1753–1758.[40] (Einzelbände gelistet unter: David Franck → Literatur)
- Karl Hegel: Geschichte der mecklenburgischen Landstände bis zum Jahr 1555. Adler, Rostock 1856. [Mehrfach nachgedruckt.]
- Ernst Boll: Geschichte Meklenburgs. Mit besonderer Berücksichtigung der Culturgeschichte. Nachdruck der Ausgabe 1855. [Mit ergänzenden Beiheften]. Federchen Verlag, Neubrandenburg 1995, ISBN 3-910170-18-8.
- Otto Vitense: Geschichte von Mecklenburg. Perthes, Gotha 1920. [Mehrfach nachgedruckt, ISBN 3-8035-1344-8].